# Plonéour-Lanvern
Plonéour-Lanvern (prononcé [ploneuʁ lɑ̃vɛʁn]) est une commune du département du Finistère, dans la région Bretagne, en France. C'est la commune la plus étendue du pays Bigouden. Elle se situe sur la côte Atlantique, le long de la Baie d'Audierne, à 15 km de Quimper. C'est une commune animée et passante, considérée comme "le carrefour du Pays Bigouden".

## Géographie

### Site et situation

Vue panoramique de Plonéour-Lanvern depuis la route de Tréogat.

Plonéour-Lanvern est située au sud-ouest de Quimper, en Cornouaille et dans la partie centrale du Pays Bigouden. La commune se prétend être le "carrefour du Pays bigouden", à défaut d'en être la capitale (qui est Pont-l'Abbé). C'est le chef-lieu du canton de Plonéour-Lanvern. La commune est de vaste dimension.

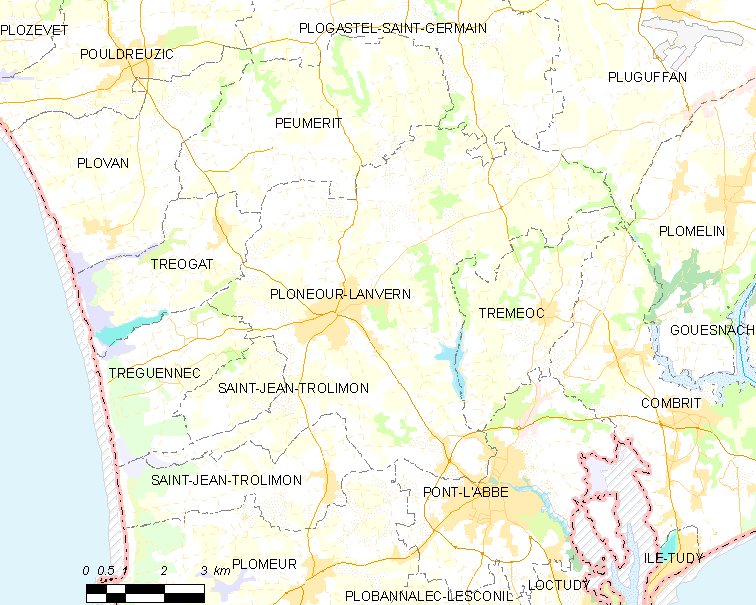
Carte de la commune de Plonéour-Lanvern kO

| Peumerit            | Plogastel-Saint-Germain | Pluguffan |
| Tréogat Tréguennec  | Plonéour-Lanvern        | Plomelin  |
| Saint-Jean-Trolimon | Plomeur , Pont-l'Abbé   | Tréméoc   |

Les altitudes au sein du finage communal varient entre 76 mètres (au nord de la commune, près de Kerriou) et s'abaissent progressivement vers le sud jusqu'à une trentaine de mètres en limite de la commune de Saint-Jean-Trolimon et même moins au sud-est, s'abaissant jusqu'à 4 mètres seulement dans la partie aval de la vallée de la Rivière de Pont-l'Abbé (la commune est même limitrophe de l'étang de Pont-l'Abbé) et au sud-ouest, où une excroissance du territoire communal (qui coupe en deux le finage de la commune de Saint-Jean-Trolimon, séparant l'enclave de Gorré-Beuzec du reste de cette commune) va presque jusqu'à la Baie d'Audierne, s'abaissant jusqu'à 5 mètres d'altitude dans le marais maritime de Loc'h ar Stang et est limitrophe de l'étang de Saint-Vio. Le bourg est vers 66 mètres d'altitude et est assez central au sein du territoire communal.
Le paysage agraire est traditionnellement un paysage de bocage avec un habitat rural dispersé en de nombreux hameaux et fermes isolées. Le bourg s'est beaucoup étendu pendant les dernières décennies du XXe siècle et le début du XXIe siècle en raison de la création de nombreux lotissements à sa périphérie. Une vaste zone commerciale s'est développée le long de la D 785, rocade de contournement de Pont-l'Abbé, dans le secteur de Canapé et Kerganet, à proximité de la ville de Pont-l'Abbé, mais sur le territoire communal de Plonéour-Lanvern.

### Hydrographie

#### Réseau hydrographique
Pour un article plus général, voir Réseau hydrographique du Finistère.
La commune est située dans le bassin Loire-Bretagne. Elle est drainée par le Corroac'h, le Pont l'Abbé, le Saint-Jean, le Tréméoc et divers autres petits cours d'eau,.
Le Corroac'h, d'une longueur de 17 km, prend sa source dans la commune de Plonéis et se jette  dans l'Odet en limite de Plomelin et de Combrit, après avoir traversé six communes. 
La Rivière de Pont-l'Abbé prend sa source près de Kerfioret, à la limite communale entre Landudec et Plogastel-Saint-Germain, passant à l'ouest-sud-ouest du bourg de cette dernière commune. Son bassin versant a une superficie totale de 135 km2. Coulant initialement en direction du sud-est, elle s'oriente ensuite plein sud, passant entre Peumerit et Plonéour-Lanvern à l'ouest et Tréméoc à l'est. Les caractéristiques hydrologiques du Pont l'Abbé sont données par la station hydrologique située sur la commune. Le débit moyen mensuel est de 0,563 m3/s. Le débit moyen journalier maximum est de 5,49 m3/s, atteint lors de la crue du 26 janvier 2004. Le débit instantané maximal est quant à lui de 5,95 m3/s, atteint le 11 février 2014.

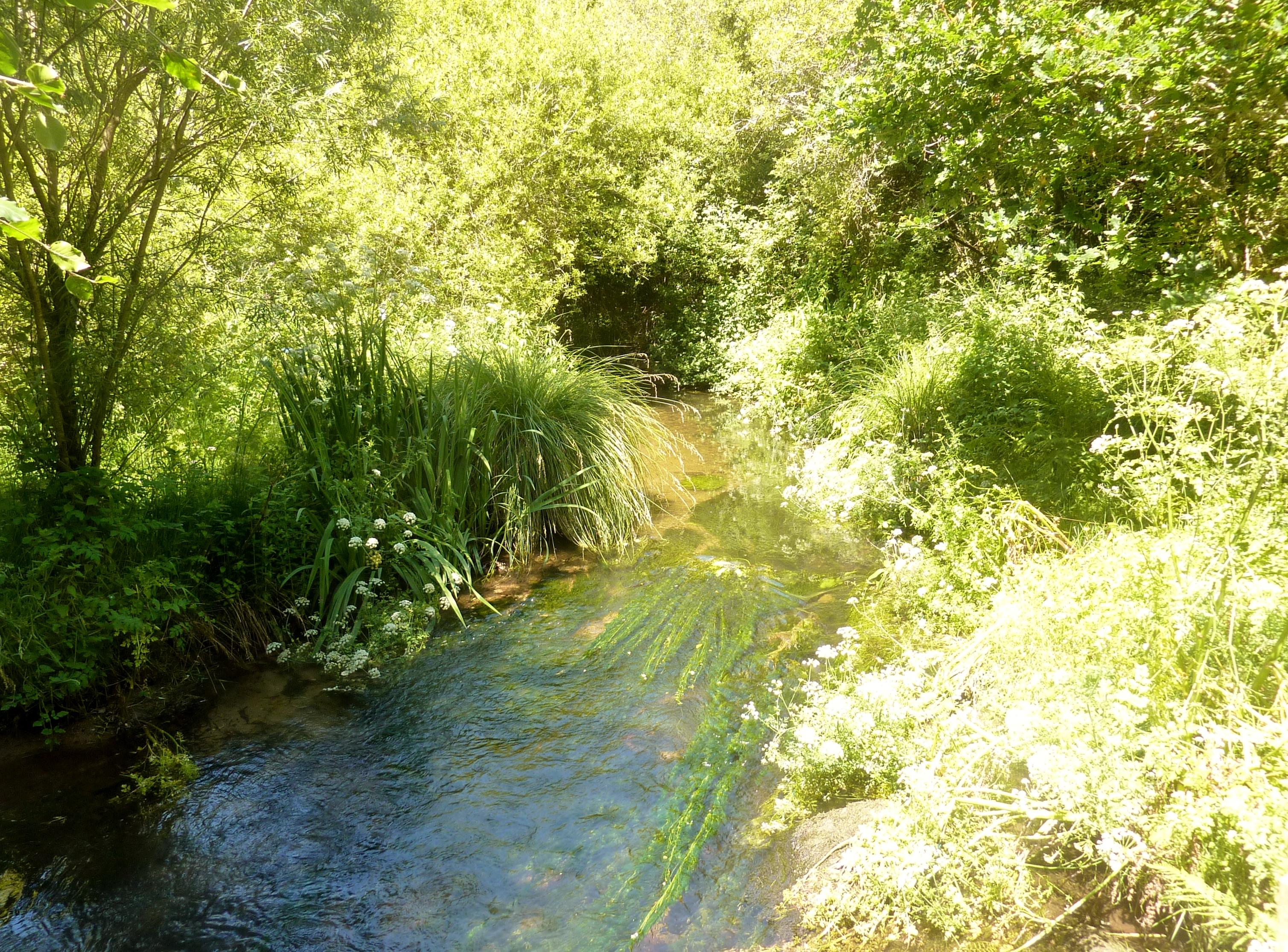
La Rivière de Pont-l'Abbé en amont de l'étang du Moulin Neuf (limite communale entre Tréméoc et Plonéour-Lanvern) 1.
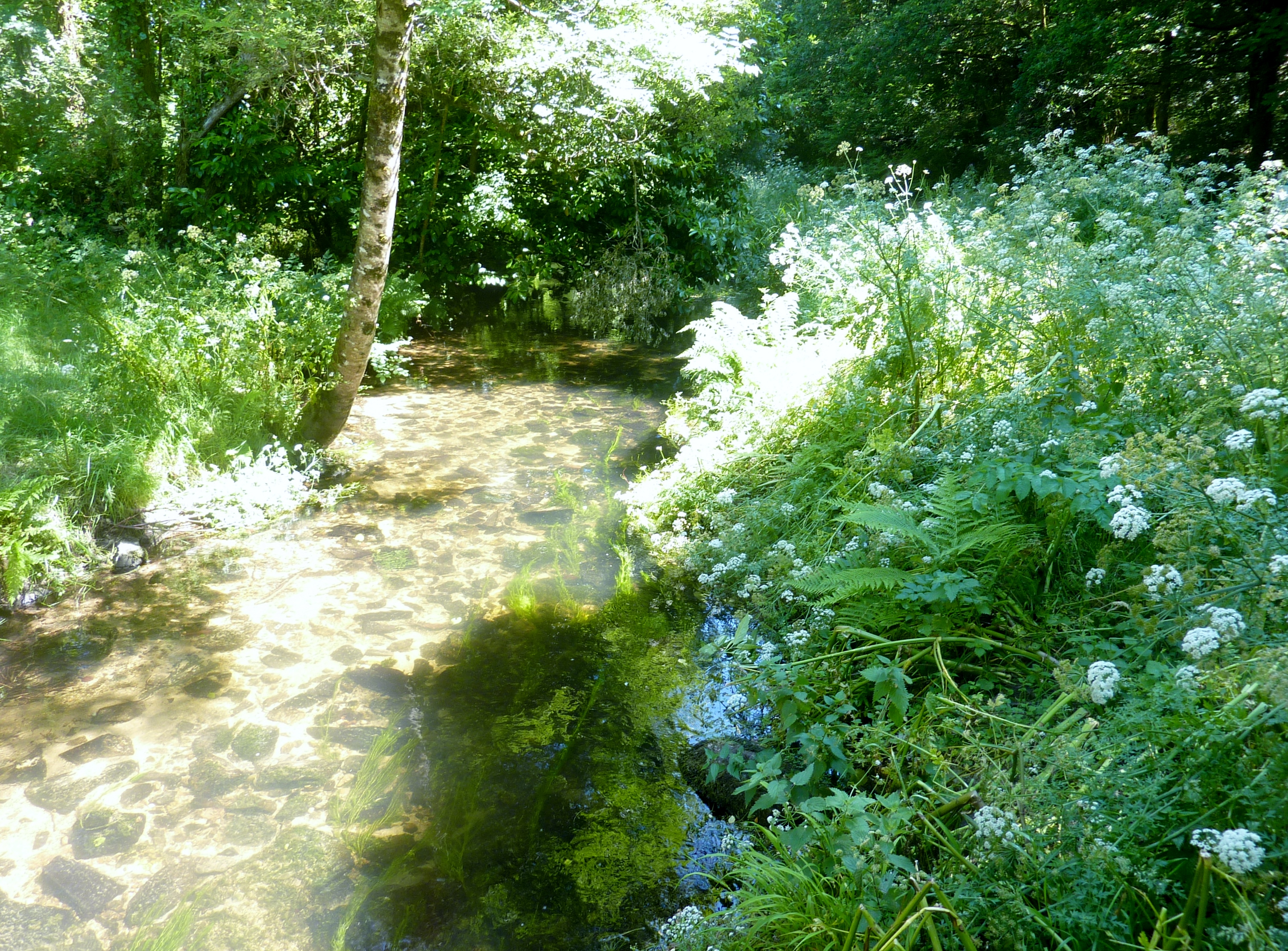
La Rivière de Pont-l'Abbé en amont de l'étang du Moulin Neuf (limite communale entre Tréméoc et Plonéour-Lanvern) 2.
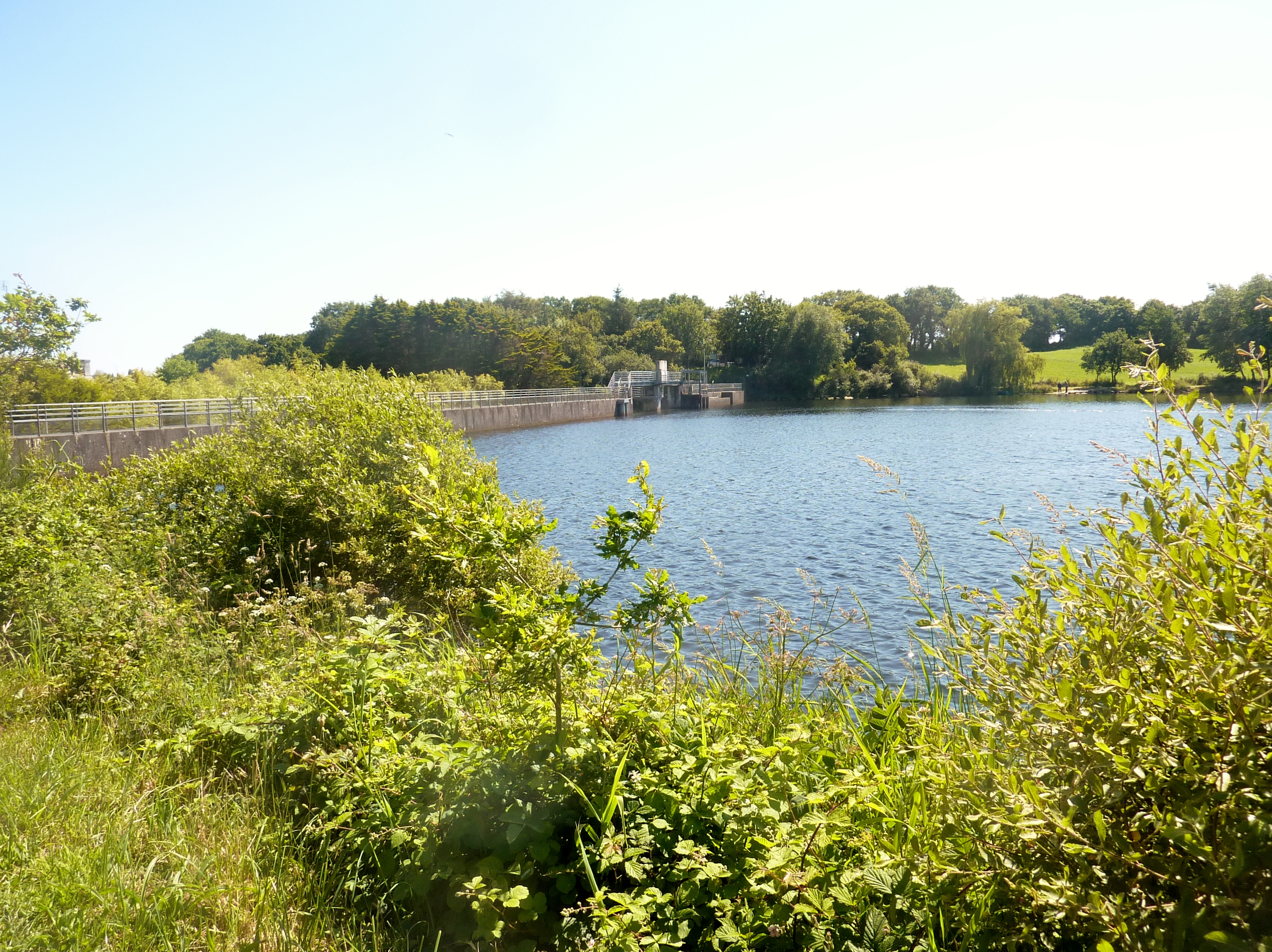
La rivière de Pont-l'Abbé : le barrage et l'étang du Moulin Neuf (limite communale entre Tréméoc et Plonéour-Lanvern).
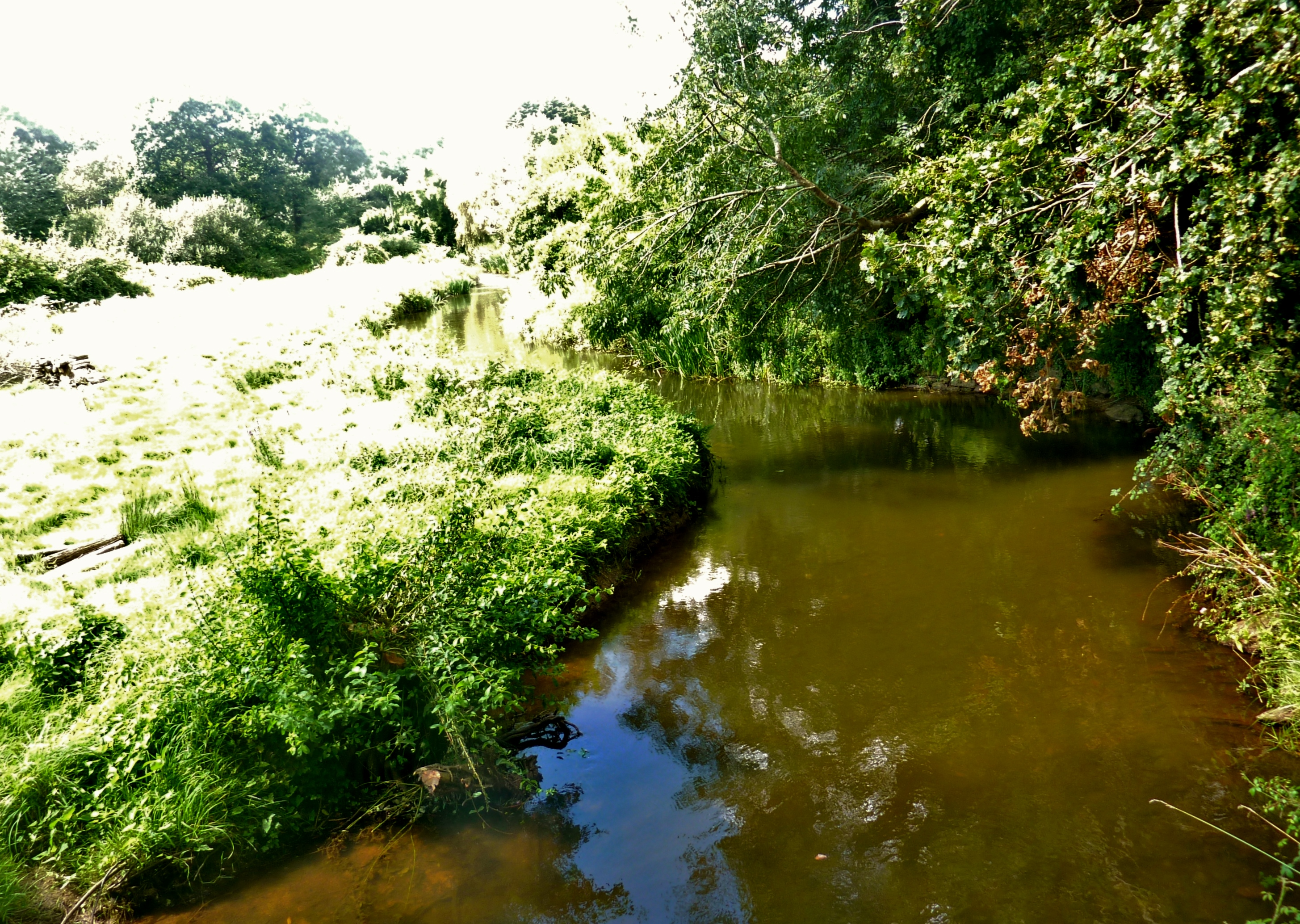
La rivière de Pont-l'Abbé vue de la passerelle située juste en aval du barrage du Moulin Neuf (limite communale entre Tréméoc et Plonéour-Lanvern).

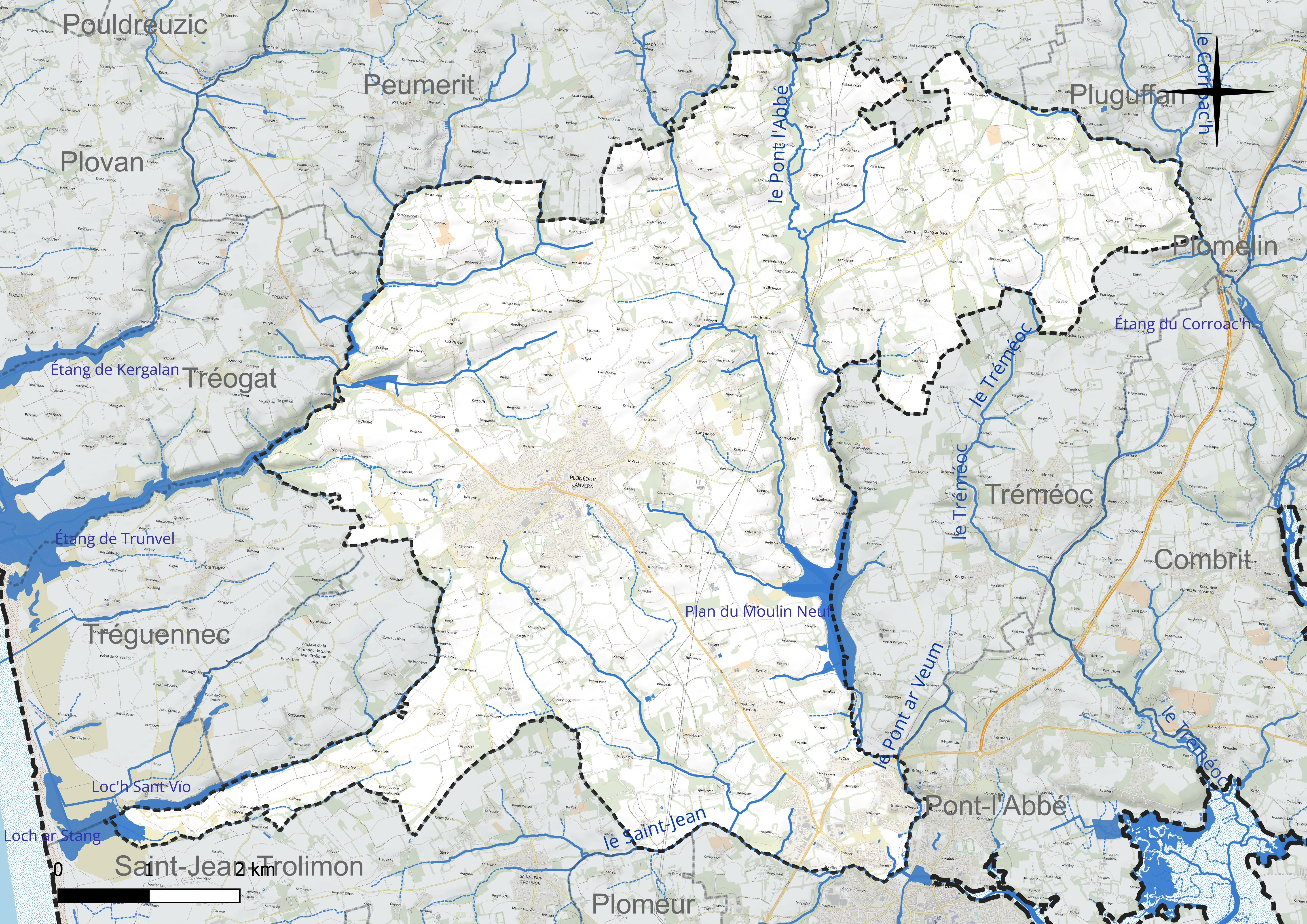
Réseau hydrographique de Plonéour-Lanvern.

#### Plans d'eau
Trois plans d'eau complètent le réseau hydrographique : Loch ar Stang, d'une superficie totale de 36,4 ha (7,3 ha sur la commune), Loc'h Sant Vïo, d'une superficie totale de 10,4 ha (0,9 ha sur la commune) et Plan du Moulin Neuf, d'une superficie totale de 55,1 ha (35,1 ha sur la commune),.
Le "Plan d'eau du Moulin Neuf" est à cheval sur les communes de Plonéour-Lanvern et Tréméoc et est alimenté par le ruisseau de Lanvern (dont le débit moyen, mesuré à Ty-Poës, est de 165 litres d'eau par seconde) ; ce plan d'eau, géré par la Communauté de communes du Pays Bigouden Sud, a une superficie de 55 ha et est situé à 13 mètres d'altitude ; il a une capacité de stockage d'un million de m³ d'eau et sert de réservoir d'eau potable pour une bonne partie du Pays Bigouden ; la prise d'eau de Pen Enez alimente l'usine de traitement de l'eau de Bringall.
Ce plan d'eau, peu profond, connaît fréquemment l'été des problèmes d'eutrophisation qui entraînent le développement d'algues qui donnent à l'eau une couleur verte (ce ne sont pas des "algues vertes") et la prolifération de cyanobactéries. La fermeture de la pisciculture de Moulin-Callac (en Plonéour-Lanvern) en 1996 et l'achat des terrains entourant la prise d'eau de Pen Enez par la Communauté de communes du Pays Bigouden Sud contribuent à assurer une qualité correcte de l'eau potable fournie par l'usine de Bringall.
En aval de ce plan d'eau le petit fleuve côtier reprend un cours en direction du sud-est jusqu'à Pont-l'Abbé. Par le passé, de nombreux moulins se sont établis le long de son cours. Parmi eux, d'amont vers l'aval, le Moulin de Quiliou (le Moulin de Hilguy est situé sur un affluent) en Plogastel-Saint-Germain, le Moulin Trévan et le Moulin Neuf en Peumerit (le Moulin Troyon est situé sur un affluent), le Moulin Maréguez (lui aussi en Plogastel-Saint-Germain), le Moulin de Callac, le Moulin du Fao, le Moulin de Trémillec et le Moulin Neuf ainsi que, situés sur les ruisseaux de Lanvern, les moulins de Lanvern et de Kerbénoc'h en Plonéour-Lanvern, le moulin Hascoet (situé sur un affluent) en Pont-l'Abbé.

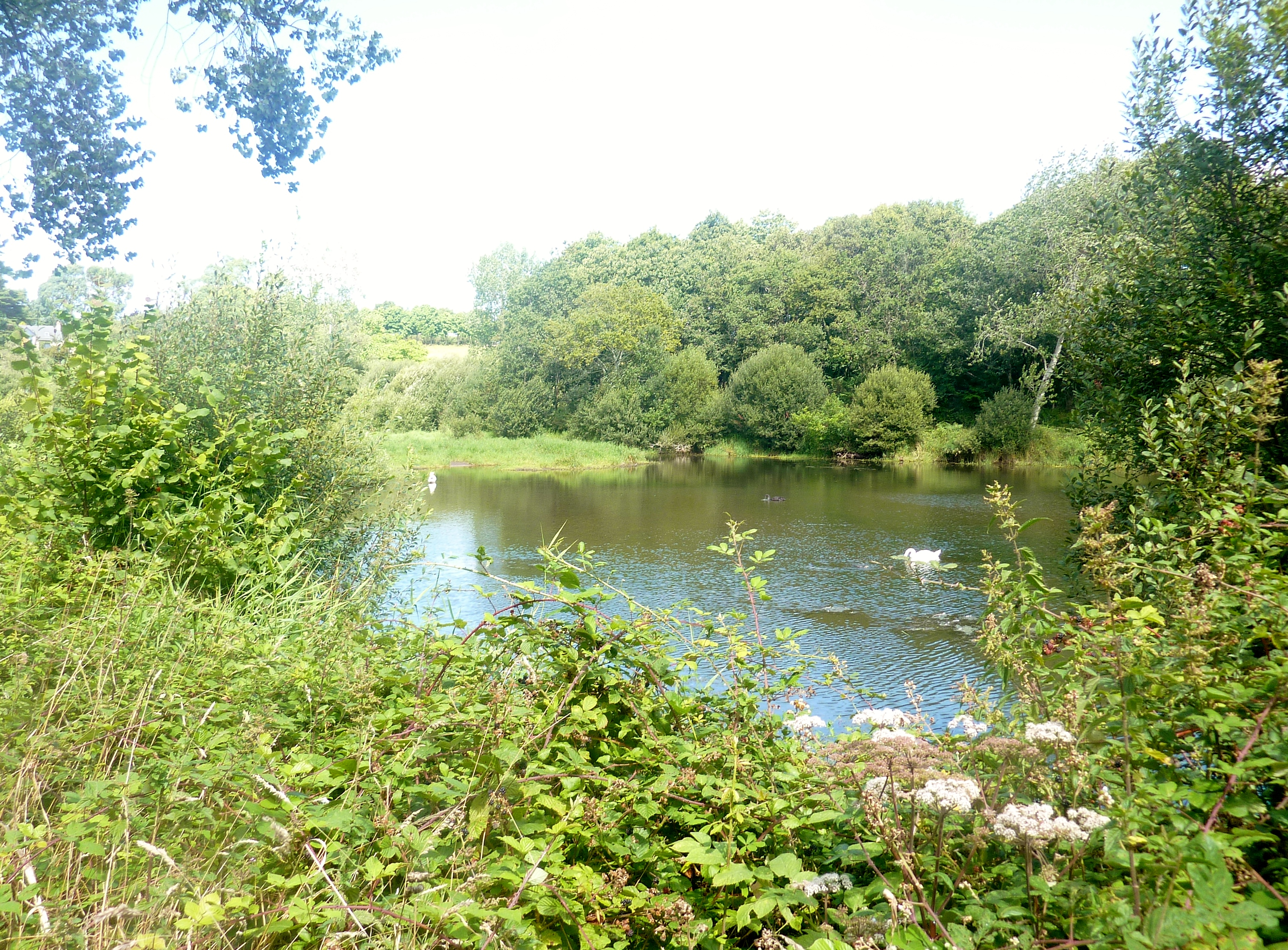
La rivière de Pont-l'Abbé : le plan d'eau (étang) du Moulin Neuf, partie amont (limite communale entre Tréméoc et Plonéour-Lanvern).
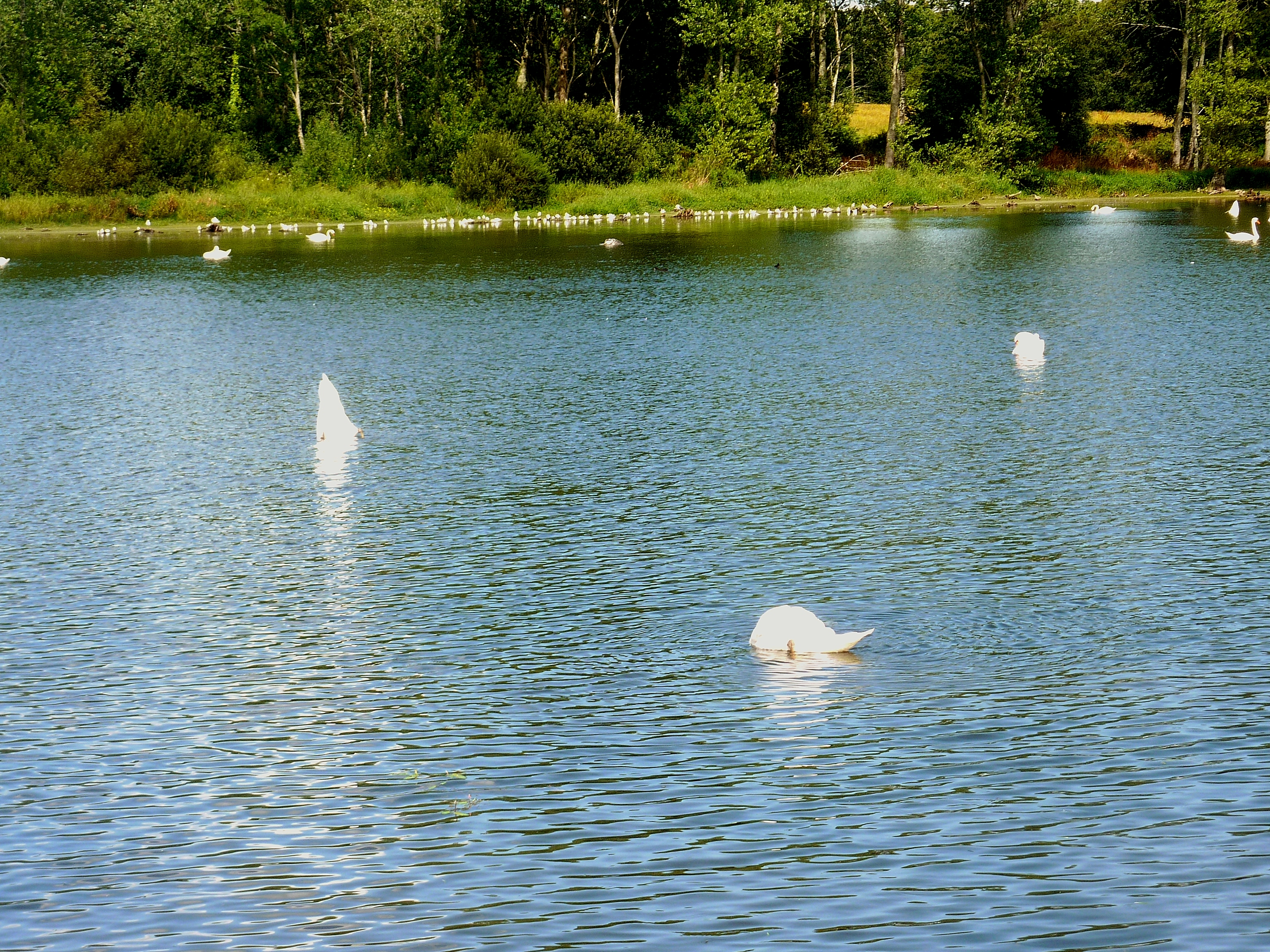
La Rivière de Pont-l'Abbé : cygnes sur le plan d'eau (étang) du Moulin Neuf (limite communale entre Tréméoc et Plonéour-Lanvern).
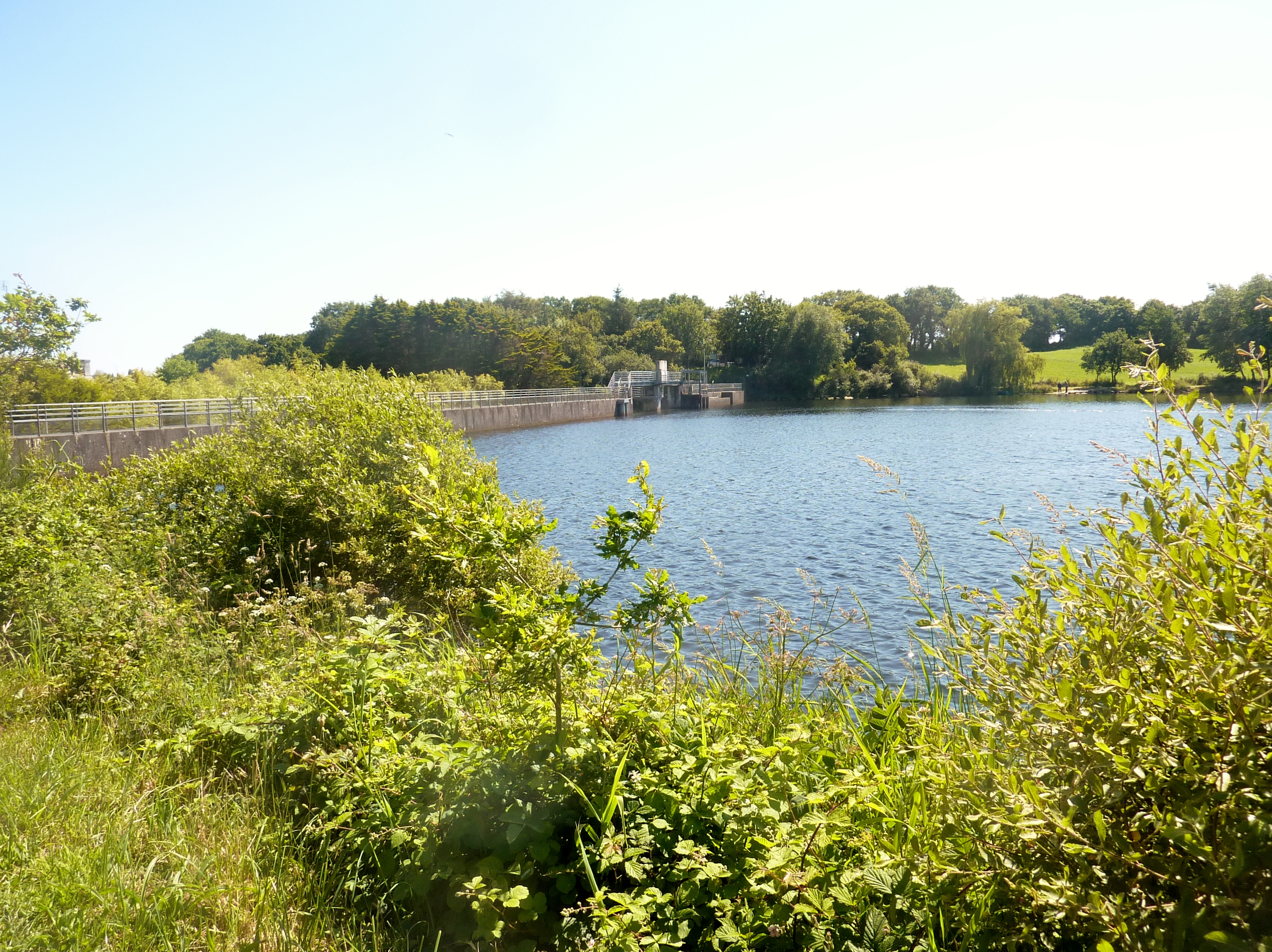
La rivière de Pont-l'Abbé : le barrage et l'étang du Moulin Neuf (limite communale entre Tréméoc et Plonéour-Lanvern).
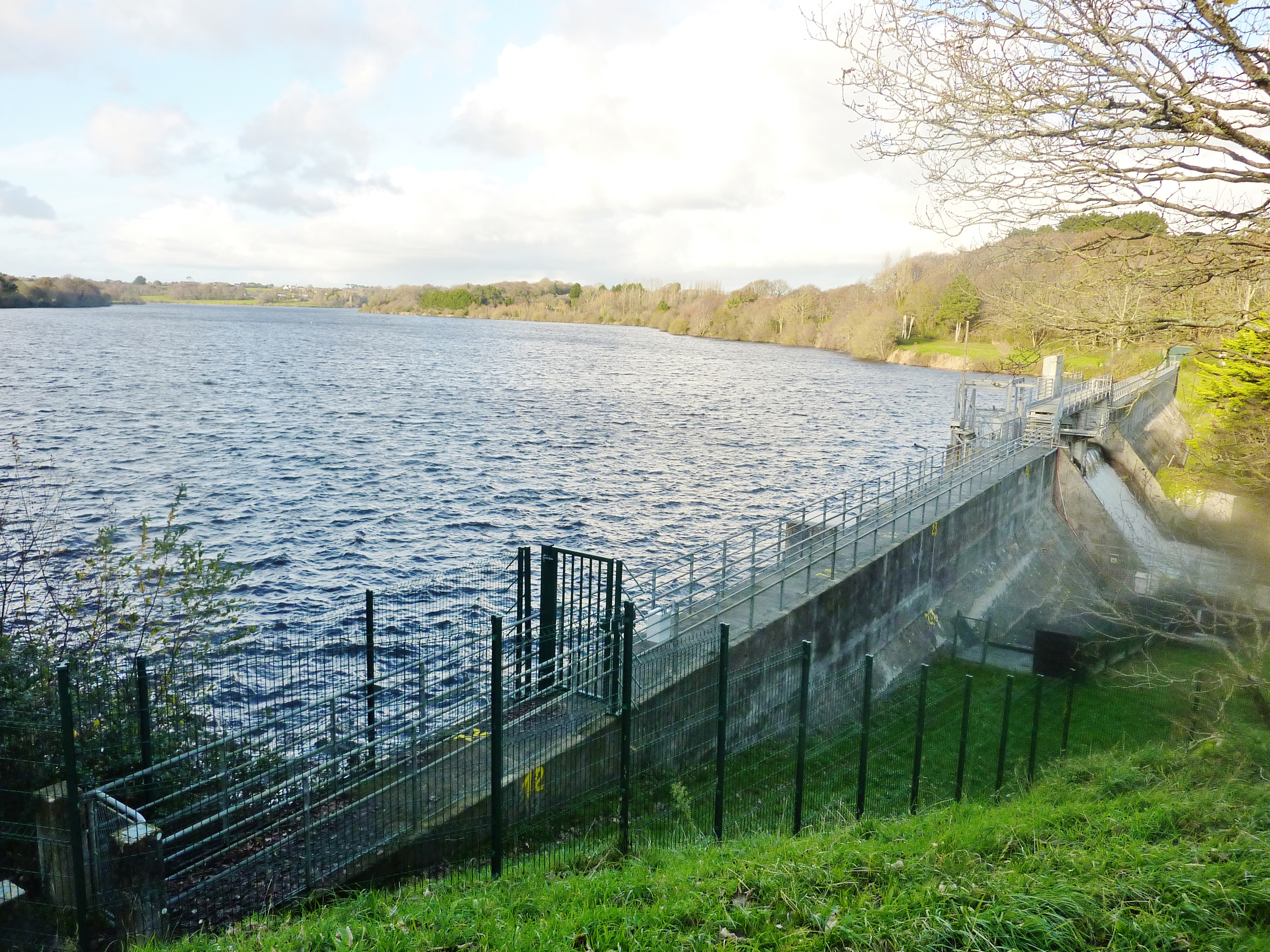
Le barrage et l'étang du Moulin Neuf.
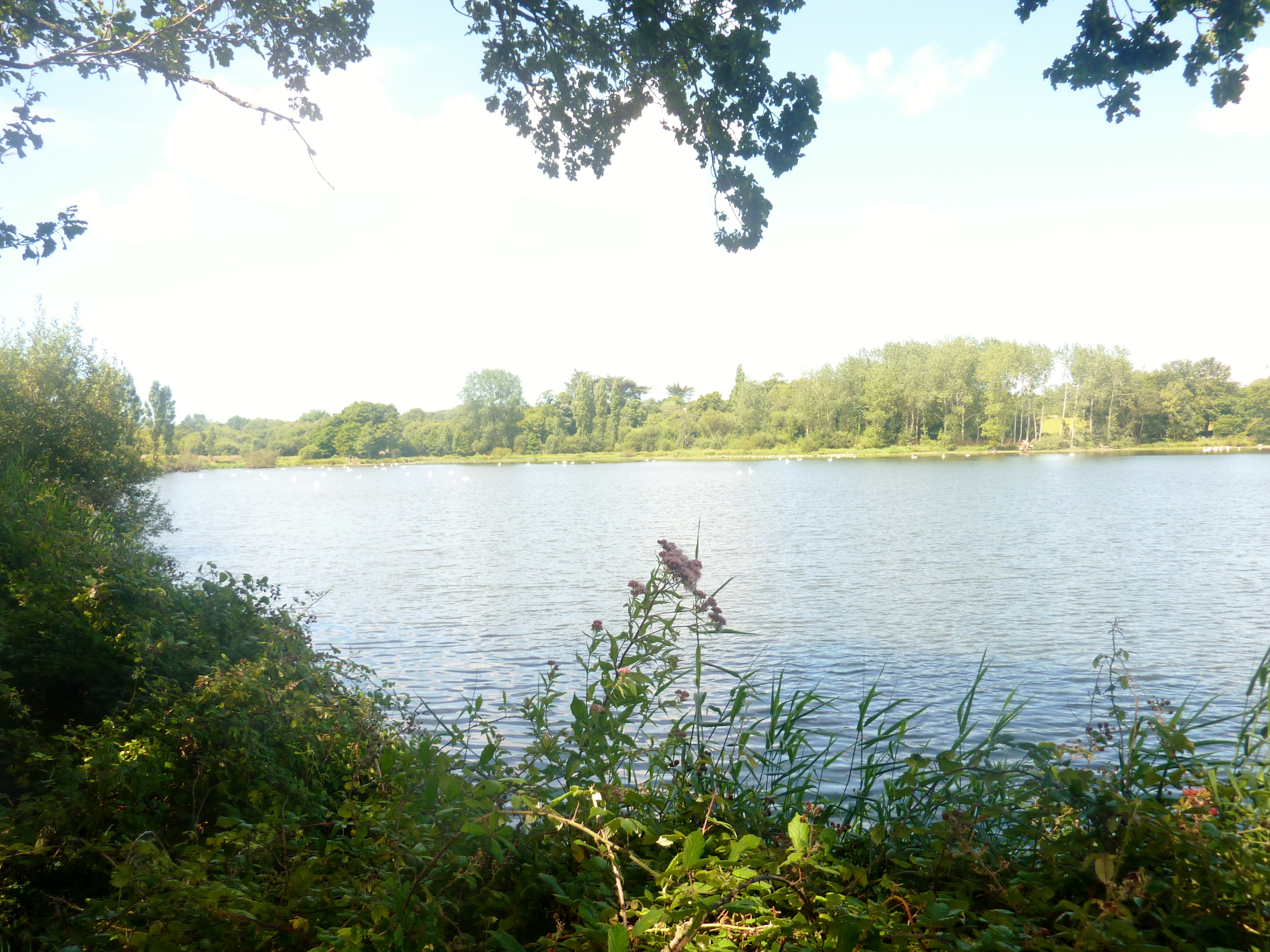
Rivière de Pont-l'Abbé : le plan d'eau (étang) du Moulin Neuf (limite communale entre Tréméoc et Plonéour-Lanvern).

### Géologie
Plonéour-Lanvern est en partie constitué d'affleurements de granite orthogneissique et de leucogranite dit de Pont-l'Abbé, ainsi que de roches vertes (serpentinites, amphibolites, prasinites).

### Climat
Pour des articles plus généraux, voir Climat de la Bretagne et Climat du Finistère.
En 2010, le climat de la commune est de type climat océanique franc, selon une étude du CNRS s'appuyant sur une série de données couvrant la période 1971-2000. En 2020, Météo-France publie une typologie des climats de la France métropolitaine dans laquelle la commune est exposée à un climat océanique et est dans la région climatique  Bretagne orientale et méridionale, Pays nantais, Vendée, caractérisée par une faible pluviométrie en été et une bonne insolation. Parallèlement l'observatoire de l'environnement en Bretagne publie en 2020 un zonage climatique de la région Bretagne, s'appuyant sur des données de Météo-France de 2009. La commune est, selon ce zonage, dans la zone « Monts d'Arrée », avec des hivers froids, peu de chaleurs et de fortes pluies.  
Pour la période 1971-2000, la température annuelle moyenne est de 11,7 °C, avec  une amplitude thermique annuelle de 10,7 °C. Le cumul annuel moyen de précipitations est de 1 029 mm, avec 15,3 jours de précipitations en janvier et 7,6 jours en juillet. Pour la période 1991-2020, la température moyenne annuelle observée sur la station météorologique la plus proche, située sur la commune de Pont-l'Abbé à 6 km à vol d'oiseau, est de 13,0 °C et le cumul annuel moyen de précipitations est de 1 012,0 mm,. Pour l'avenir, les paramètres climatiques de la commune estimés pour 2050 selon différents scénarios d'émission de gaz à effet de serre sont consultables sur un site dédié publié par Météo-France en novembre 2022.

## Urbanisme

### Typologie
Au 1er janvier 2024, Plonéour-Lanvern est catégorisée bourg rural, selon la nouvelle grille communale de densité à 7 niveaux définie par l'Insee en 2022.
Elle appartient à l'unité urbaine de Plonéour-Lanvern, une unité urbaine monocommunale constituant une ville isolée,. Par ailleurs la commune fait partie de l'aire d'attraction de Quimper, dont elle est une commune de la couronne,. Cette aire, qui regroupe 58 communes, est catégorisée dans les aires de 200 000 à moins de 700 000 habitants,.

### Occupation des sols
L'occupation des sols de la commune, telle qu'elle ressort de la base de données européenne d'occupation biophysique des sols Corine Land Cover (CLC), est marquée par l'importance des territoires agricoles (85,1 % en 2018), en diminution par rapport à 1990 (86,2 %). La répartition détaillée en 2018 est la suivante : 
terres arables (37,9 %), zones agricoles hétérogènes (35,9 %), prairies (11,3 %), zones urbanisées (6,8 %), forêts (6,5 %), eaux continentales (0,7 %), milieux à végétation arbustive et/ou herbacée (0,6 %), zones humides côtières (0,3 %). L'évolution de l'occupation des sols de la commune et de ses infrastructures peut être observée sur les différentes représentations cartographiques du territoire : la carte de Cassini (XVIIIe siècle), la carte d'état-major (1820-1866) et les cartes ou photos aériennes de l'IGN pour la période actuelle (1950 à aujourd'hui).

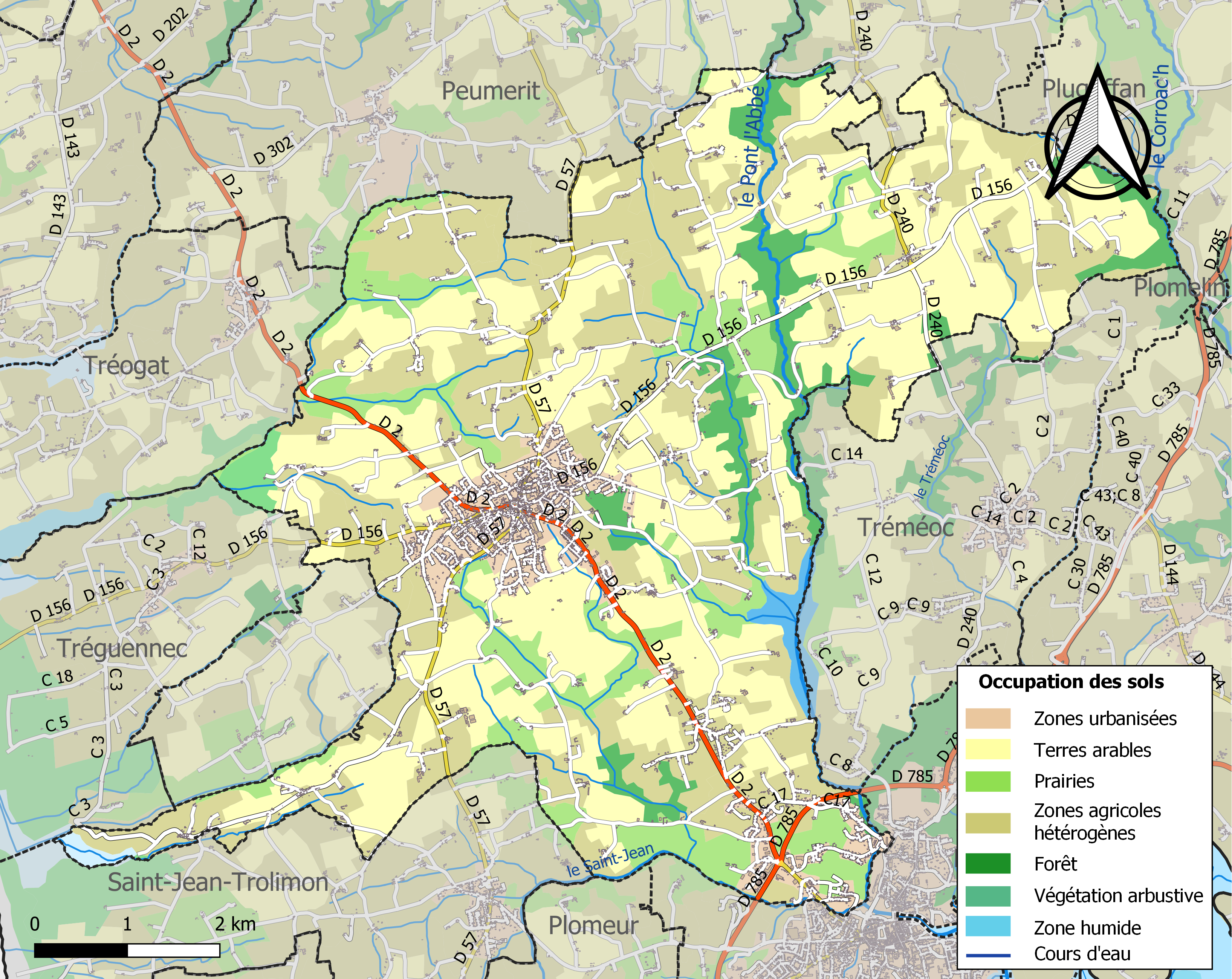
Carte des infrastructures et de l'occupation des sols de la commune en 2018 (CLC).

### Transports
Plonéour-Lanvern est un carrefour routier, desservi par la route départementale no 2 allant de Pont-l'Abbé à Plozévet, la route départementale D 156 qui permet vers l'est de rejoindre la Transbigoudène (laquelle est à 4 voies jusqu'à Quimper) et qui, vers l'ouest, va jusqu'à Tréguennec, et la route départementale 57 qui vers le sud va jusqu'au Guilvinec et vers le nord permet de rejoindre Plogastel-Saint-Germain. La partie sud-est de la commune est traversée par la D 785 (ancienne Route nationale 785), dans sa partie rocade de Pont-l'Abbé.

## Toponymie et origines
Plonéour, attesté sous les formes Pluen Eneuur en 946, 952 et au XIe siècle, Plueneuor au XIe siècle, Ploeneour en 1368 et en 1386.
Lanvern, attesté sous la forme Languern en 1236)
Le nom Plonéour signifie en breton la plou (paroisse) de saint Enéour, auquel a été rajouté le nom de Lanvern (qui vient du breton lan (ermitage) et du nom Wern ou Guern qui signifie marais d'aulnes) lorsque cette ancienne paroisse a été rattachée à la commune nouvellement créée de Plonéour en 1793. La légende dit que le menhir qui se dresse sur la place centrale de Plonéour-Lanvern serait le mât du bateau qui aurait amené saint Enéour de Grande-Bretagne en Cornouaille.
Le nom breton de la commune est Ploneour-Lanwern.

## Histoire

### Préhistoire et Antiquité

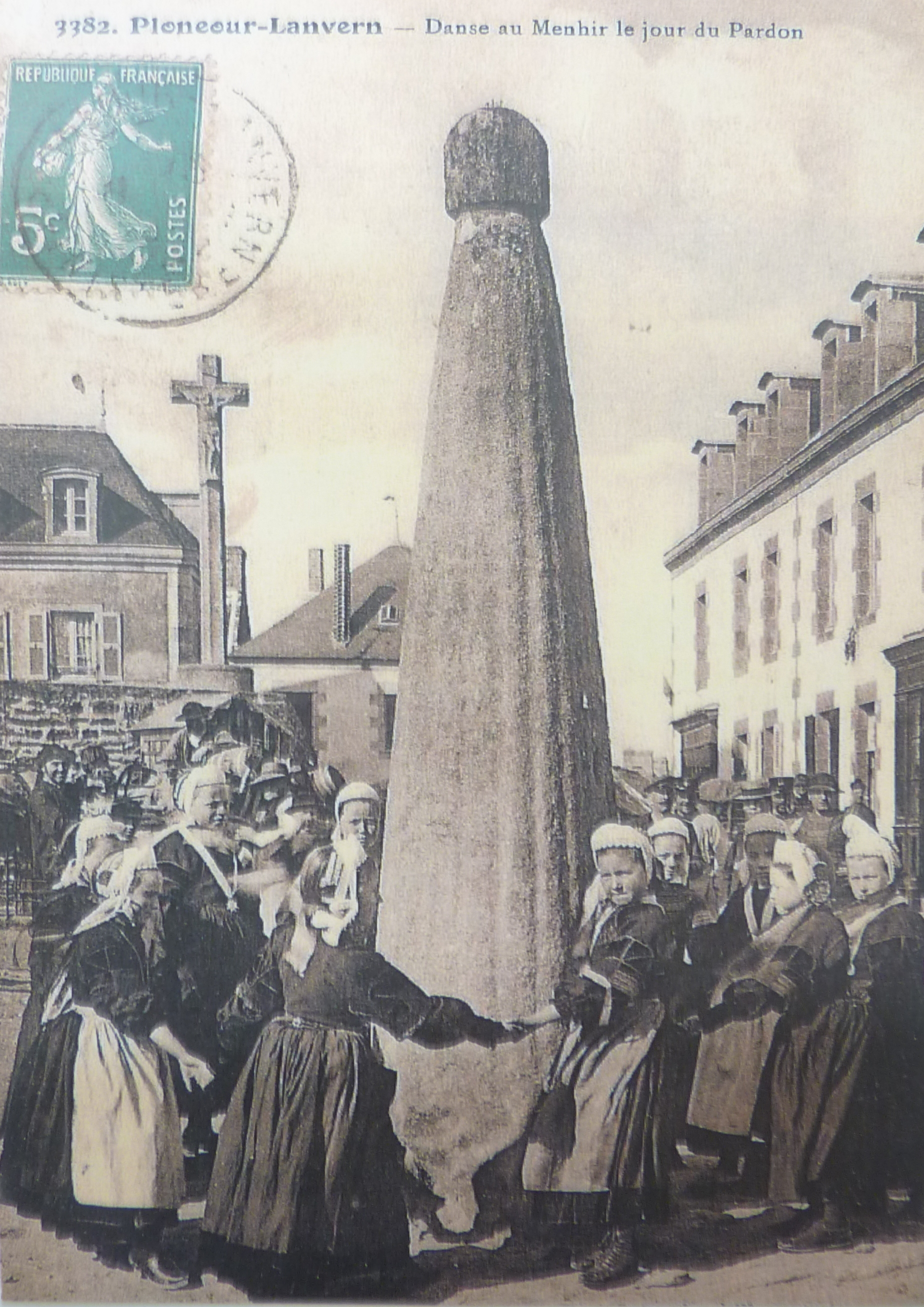
Plonéour-Lanvern : Danse au menhir le jour du pardon (carte postale, début XXe siècle)

Un des trois tumuli de Kerhué-Bras a été exploré par Paul du Châtellier en 1880 qui y trouva 33 flèches, 6 poignards, une épée et deux haches ; celui de Cosmaner contenait 25 flèches et deux poignards et celui de Fao-Youen 32 flèches et deux épées.

« (...) Je reconnus (...) trois tumulus au sommet d'un coteau dominant le petit cours d'eau qui, venant de Plogastel-Saint-Germain, se jette dans le port de Pont-l'Abbé. Deux d'entre eux étaient explorés ; le troisième, grâce à ses imposantes dimensions, avait échappé à toute violation. Ces trois tumulus, placés à l'extrémité est de la commune de Plonéour, (...) sont sur les terres du village de Kerhué-Bras, dans un lieu dont la vue s'étend à l'infini. (...). Le plus grand de ces tumulus, celui que nous venons d'explorer, mesur[e] 60 mètres de diamètre sur 6 mètres d'élévation (...). »

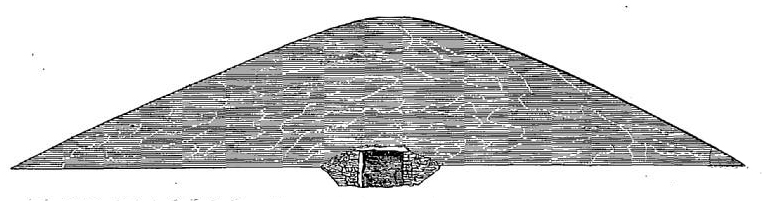
Coupe du tumulus de Kerhué Bras (dessin de Paul du Châtellier).

La stèle gauloise tronconique et cannelée (ornée de stries longitudinales) située dans l'enclos paroissial, haute de 3,50 mètres, en leucogranite de Pont-l'Abbé, date de l'âge du fer ; la légende prétend qu'il s'agit du mât du bateau qui aurait amené saint Enéour depuis les îles britanniques, raison pour laquelle elle est aussi dénommé "mât de saint Enéour" ou encore "bonnet d'évêque"; cette stèle fit longtemps l'objet de cérémonies superstitieuses. Une autre stèle gauloise, tronconnique et haute de 2,50 mètres, se trouve au Méjou.
Une voie romaine partait de Pont-l'Abbé et allait jusqu'à la Pointe du Raz en passant par Plonéour, Tréogat, Pouldreuzic et Plozévet.

### Moyen Âge
À partir de l'an mil environ la fabrication de poteries de couleur lie-de-vin se développa en Pays bigouden, notamment au lieu-dit "La Poterie" ; elle était exportée dans toute la Bretagne.
La seigneurie de Lescoulouarn, située dans la paroisse de Plonéour, s'étendait aussi sur la trève de Lambour ainsi qu'à l'Île-Tudy et l'Île Chevalier ; elle était possédée par la famille Foucault (ils étaient chevaliers bannerets) avant 1350 (des fleurs de lys, emblématiques de leur blason, sont sculptées dans l'église de Lambour, où ils jouissaient du droit de prééminence) ; Pierre Foucault était seigneur de Lescoulouarn en 1350 et il mourut en 1380. En 1433, Éon (Yvon) Foucault se marie avec Jehanne du Pont, mais la famille Foucault tomba en quenouille peu après, la dernière héritière se mariant avec un Langoueouez. En 1550, Pierre du Coing, armateur à Penmarc'h, mais originaire de Pont-l'Abbé, acquiert la seigneurie de Lescoulouarn.

### Époque moderne
Des habitants de Plonéour participèrent aux troubles liés aux guerres de la Ligue entre 1592 et 1599. Cette paroisse est aussi connue pour des faits liés à la révolte des Bonnets rouges en 1675.

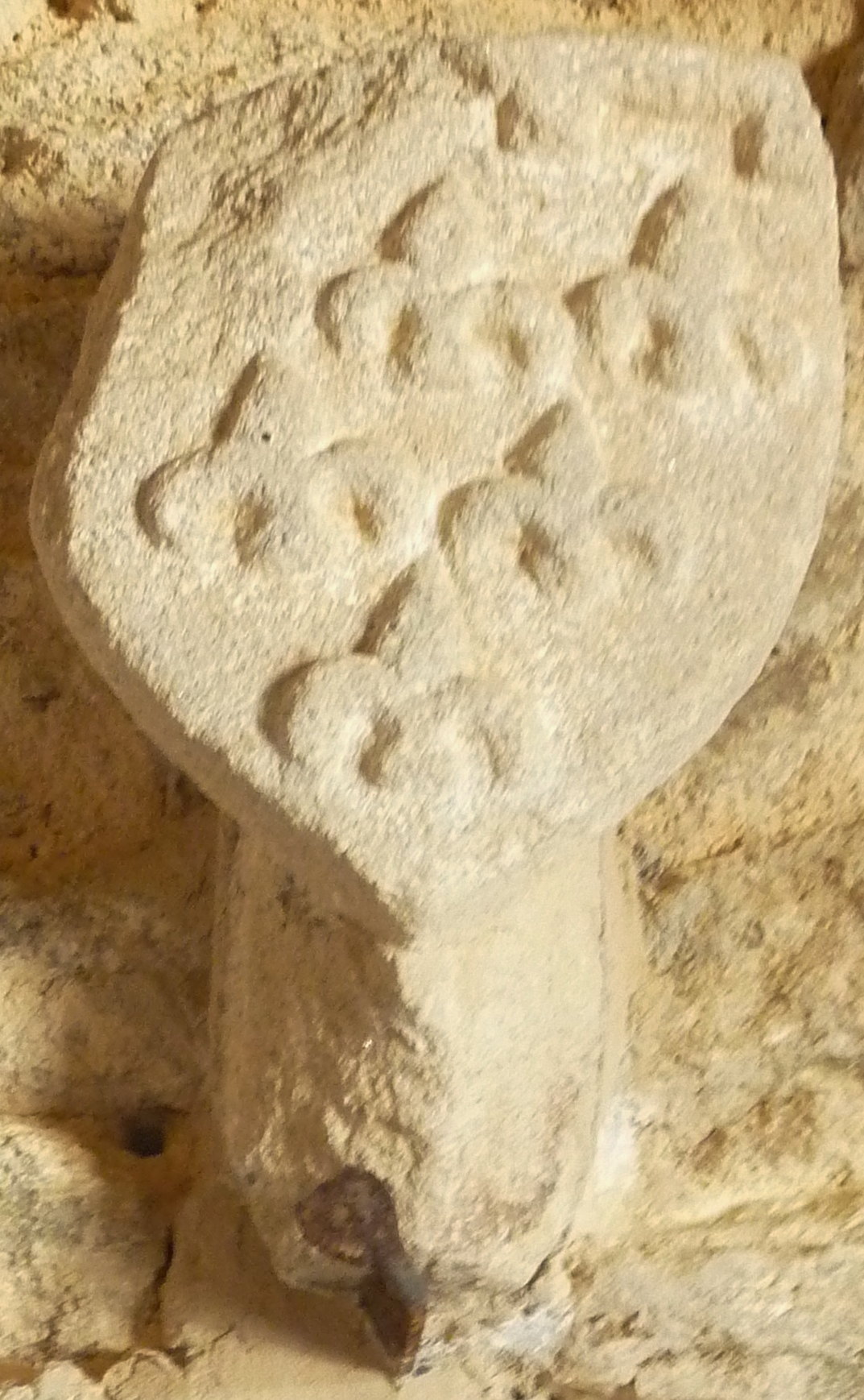
Blason de la famille du Marhallac'h (Maison du sacristain, chapelle de Languivoa).

La seigneurie de Lescoulouarn avait un fief qui s'étendait « jusque sous les murs du Pont, et sur les terres de Tréouguy, Trébéoret et du Séquer, qui touchaient aux murs du château [de Pont-l'Abbé] ; (...) cette terre, après avoir successivement passé, depuis le XIVe siècle, dans la maison des Foucault (Éon Foucaud [ou Foucault], seigneur de Lescoulouarn, fut capitaine de Concarneau en 1425 et chambellan du duc de Bretagne en 1427), dans celle des Rosmadec, dans celle des Penhoat, des Talhoët, des Le Coing de Keraneïzan, des seigneurs de Guengat, des Lesildry, des Marhallac'h, des Le Gouandour et des Visdelou de Bienassis, vint enfin se fondre en 1706 dans la baronnie du Pont ».
Le manoir de Trélivit, entouré d'un mur d'enceinte qui portait autrefois un chemin de ronde, est reconstruit au début du XVIe siècle par Corentin Kerdegace, qui avait épousé l'héritière du domaine, Jeanne Adam. Jean de Kerdegace soutint les Ligueurs et participe aux sièges du château de Pont-l'Abbé en 1590 et de la tour Bihan à Quimper, tenus par des partisans d'Henri IV.
Françoise de Kerdegace, héritière du domaine, épouse Vincent de Boisgélin ; le manoir est alors délaissé, affermé à des paysans.
De nombreux manoirs existaient à l'époque dans la paroisse : Trélivit (possédé au XVIIe siècle par la famille d'Ernothon, alors seigneur de Pont-l'Abbé), Brennanvec (propriété successive des familles Brennanvec et Lescoulouarn), Kermorvan, Kerneizan (acheté en 1426 par un maître de barque fortuné de Kérity, Alain Le Coing), Kerhuel (familles Kerlehuezre, puis Marion [notamment à l'armateur quimpérois Michel Marion], puis Gouin ; vendu comme bien national pendant la Révolution française), Tréouron, etc., tous construits au XVe siècle ou au XVIe siècle.
En 1759, une ordonnance de Louis XV ordonne à la paroisse de Plouncour [Plonéour] de fournir 36 hommes et de payer 236 livres et à celle de Lanvern-Saint-Honoré de fournir 9 hommes et de payer 59 livres pour « la dépense annuelle de la garde-côte de Bretagne ».
Jean-Baptiste Ogée présente ainsi Plonéour en 1778 : 

« Plonéour ; sur une montagne (sic) ; à 3 lieues un tiers au sud-ouest de Quimper, son évêché et son ressort ; à 42 lieues de Rennes, et à une lieue un tiers de Pont-l'Abbé, sa subdélégation. On y compte 1 600 communiants ; la cure est présentée par le chapitre de l'église cathédrale de Quimper. Ce territoire, pays couvert d'arbres et de buissons, et plein de vallons et de monticules, produit des grains de toutes espèces et du cidre. La maison noble de Lelozet est située dans cette paroisse. »

### La paroisse de Lanvern
Lanvern (écrit Languern en 1236) fut à l'origine un prieuré dépendant de l'abbaye de Landévennec, à qui il avait été donné par le comte Dilès au Xe siècle.
Jean-Baptiste Ogée décrit ainsi Lanvern en 1778 :

« Lanvern ; à deux lieues trois quarts au sud-ouest de Quimper, son évêché et son ressort ; à 40 lieues trois quarts de Rennes, et à une lieue un tiers de Pont-l'Abbé, sa subdélégation. Cette paroisse, dont la cure est en la présentation de l'abbé de Landevenec, relève du Roi et compte 550 communiants, y compris ceux de Saint-Honoré, sa trève. Il s'y tient deux foires par an. Son territoire est irrégulier et fertile en grains de toutes espèces. Les terres en sont très bien cultivées ; on ne néglige que celles qui ne méritent pas les soins du cultivateur. En 1300, on y voyait les manoirs de Penanlen et de Kergambahez. »

Henri Doarinou, recteur de Lanvern et Saint-Honoré, âgé de 60 ans, décéda en 1788 au presbytère de Lanvern.

### Révolution française
La paroisse de Plonéour, qui comprenait alors 303 feux, élit quatre délégués (Nicolas Le Lay, Jacques Le Pappe, Jean Le Corre, Jean Tanneau), et celle de Lanvern, qui comprenait alors 80 feux, élit deux délégués (Jean Péron et René Loussouarn) pour les représenter à l'assemblée du tiers état de la sénéchaussée de Quimper au printemps 1789.
La loi du 12 septembre 1791 « relative à la circonscription des paroisses du district de Pont-Croix » donne à la paroisse de Plonéour comme succursales Tréguennec et Saint-Honoré (la commune de Saint-Honoré fut rattachée à Plogastel-Saint-Germain par ordonnance du 1er septembre 1832).
Henri Mével, vicaire à Plonéour, prêtre réfractaire, fut déporté sur les pontons de Rochefort avant d'être finalement libéré.
Une école existait à Plonéour en 1795 : l'institutrice déclare le 28 prairial an III (16 juin 1795) que quinze élèves fréquentaient son école, sur lesquels cinq ou sept suivaient régulièrement les classes. « La moitié commençait à épeler, à lire, les autres ne savaient rien ». Elle leur apprenait aussi à tricoter.

### LeXIXesiècle

#### Le début duXIXesiècle
Le 20 décembre 1821 le recteur de Plonéour écrit à l'évêque de Quimper : « Il se passe d'horribles choses dans la paroisse. Les chercheurs d'or font la nuit des sacrifices d'un bouc et d'une chèvre, qu'ils brûlent tout vivants, et que les sorciers marquent, en promettant que le bouc leur fera trouver une barrique d'or, la chèvre une barrique d'argent ».
Au début du XIXe siècle, la commune comprend uniquement l'ancienne paroisse de Plonéour. Le 26 février 1825, le Conseil municipal de Plonéour demande la suppression de la commune de Lanvern et l'adjonction de tout son territoire à la commune de Plonéour « considérant que depuis 18 ans l'administration de la commune de Lanvern était confiée aux autorités de Plonéour, même si les conseillers de Lanvern savent lire et écrire, ils sont dans l'impossibilité d'organiser la composition de leur Conseil ». C'est par une ordonnance datée du 31 janvier 1827 que Lanvern est rattaché à Plonéour pour donner naissance à la commune de Plonéour-Lanvern. Pendant sa brève existence, la commune de Lanvern a connu comme maires : Jean Péron en 1790, Guillaume Péron en 1803, Henry Le Doaré en 1808, puis les maires de Plonéour qui furent en même temps maires de Lanvern : Jean Ronarc'h, Louis Mermet, et enfin Jean Alain Carval, qui fut ensuite maire de la commune fusionnée de Plonéour-Lanvern. La commune de Lanvern avait 181 habitants lors du recensement de 1793, 186 habitants lors de celui de 1800, 296 habitants lors de celui de 1806 et enfin 363 habitants lors de celui de 1821, le dernier avant la fusion communale.
En 1824, une fillette de Plonéour âgée de moins de 10 ans, Marie Quéméner, coupable du meurtre de deux enfants, fut condamnée par la Cour d'assises de Quimper à être élevée dans une maison correctionnelle jusqu'à l'âge de 20 ans.

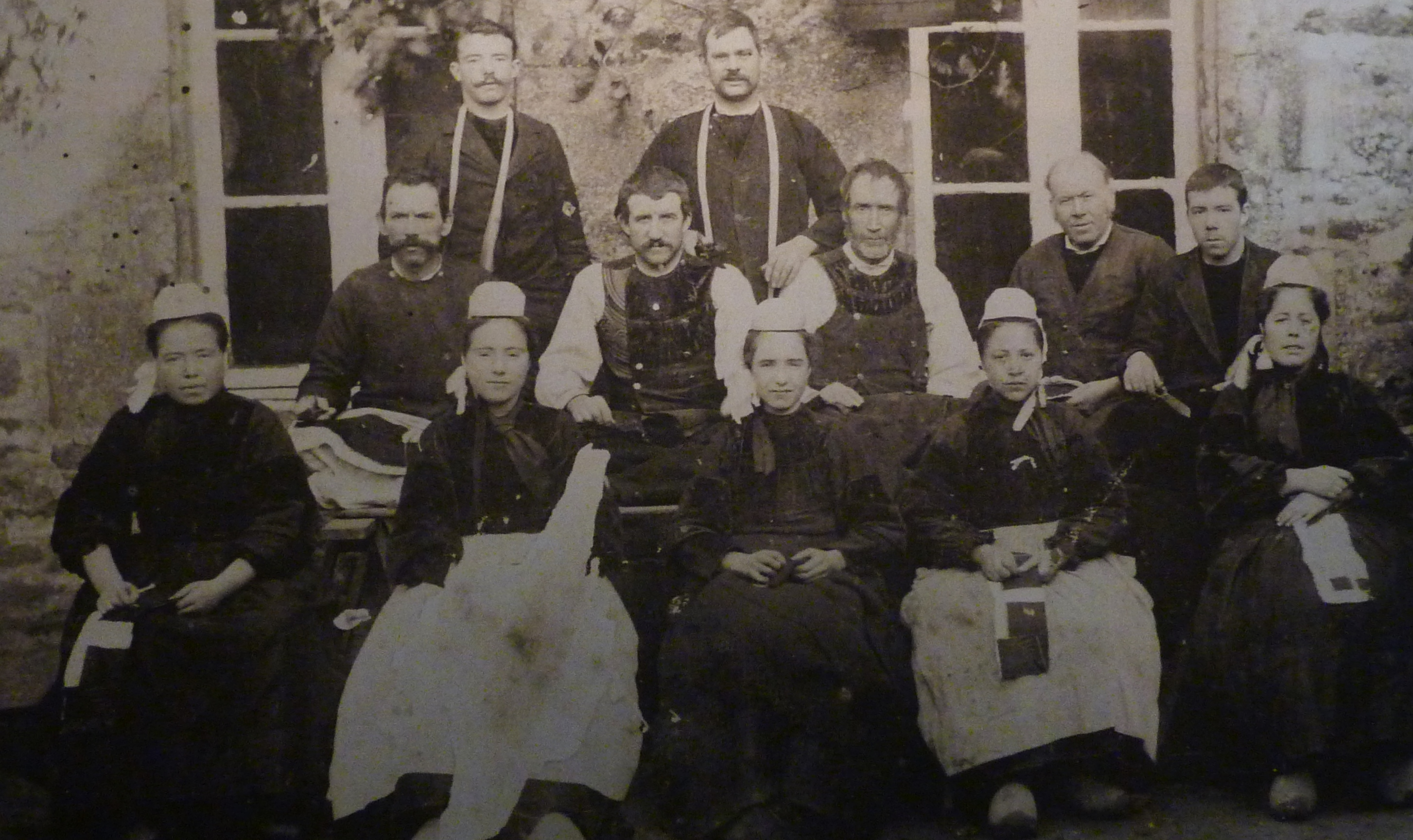
L'atelier de broderie de Marc Le Berre à Plonéour-Lanvern vers 1900.

Marie Tanguy et sa sœur Marie-Jeanne accusées d'avoir tué le 11 mai 1893 Jean-Marie Clorennec, mari de la première citée, un ivrogne qui ne travaillait pas, après l'avoir enivré au moulin du Fao, sur le chemin conduisant à leur domicile. Le 20 juillet 1893, Marie-Jeanne Tanguy, qui reconnut avoir étranglé son beau-frère, fut condamnée aux travaux forcés à perpétuité ; Marie Tanguy, qui nia avoir participé au crime, fut acquittée par la Cour d'assises du Finistère.

#### Plonéour-Lanvern vers le milieu duXIXesiècle

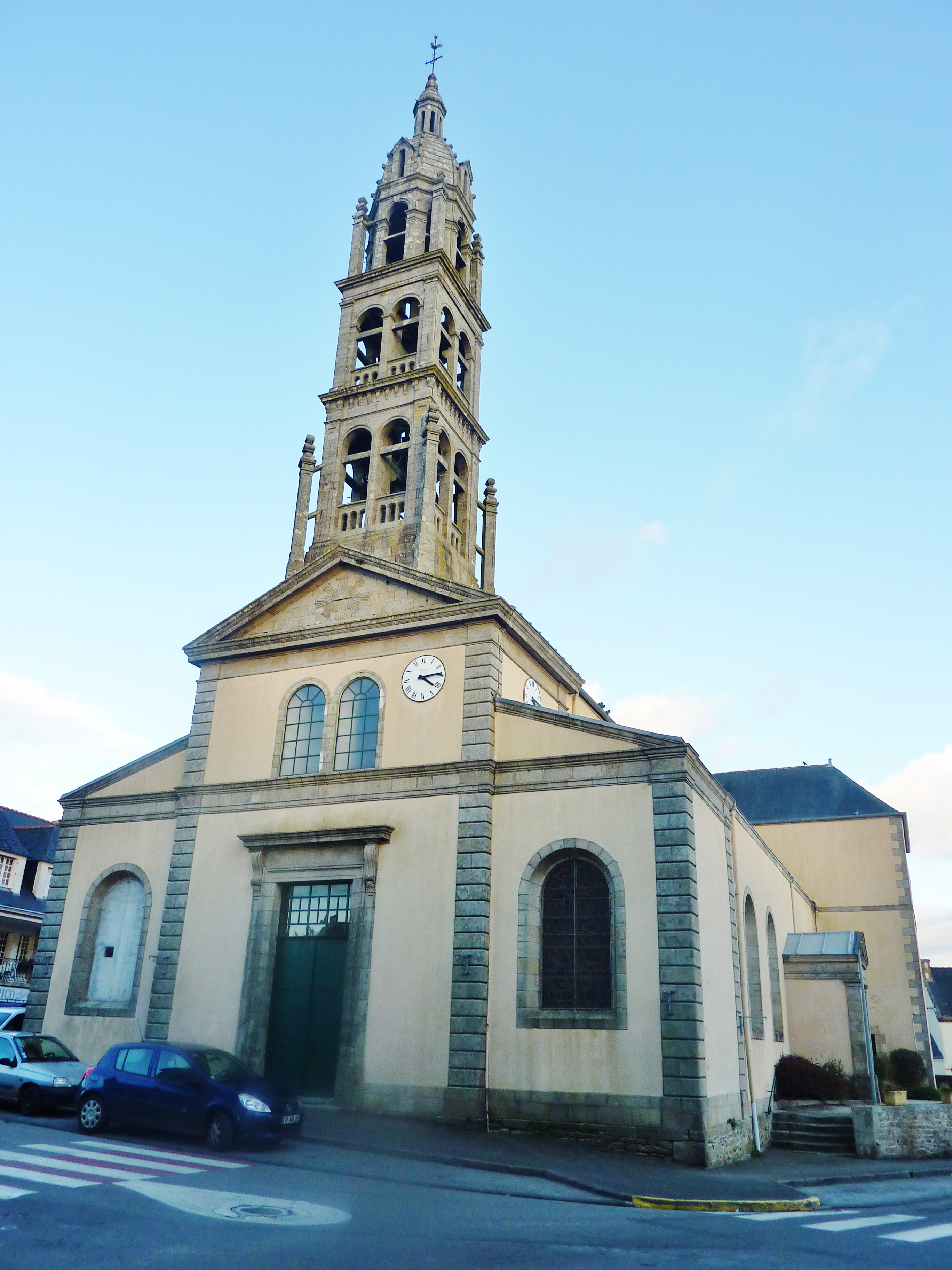
L'église paroissiale Saint-Enéour, construite en 1847 (façade ouest)

A. Marteville et P. Varin, continuateurs d'Ogée, décrivent ainsi Plonéour-Lanvern en 1845 :

« Plonéour (sous l'invocation de saint Enéour) ; commune formée de l'ancienne paroisse de ce nom, plus la trève [en fait ancienne paroisse] Lanvern qui lui a été réunie ; aujourd'hui succursale ; chef-lieu de perception. (...) Principaux villages : la Poterie, Lestryasc, Kerdech, Tréordo, Kersulec, Kergueff, Lesbervé, le Stanc, Lesboulouarn, Kerfoulard. Superficie totale : 4 850 hectares, dont (...) terres labourables 2 001 ha, prés et pâtures 524 ha, bois 124 ha, vergers et jardins 56 ha, landes et incultes 1 963 ha, canaux et étangs 16 ha (...). Moulins : 21 (de la tour de Kerc'hastel, de Kerignon, de Quélordan, d'Ascat, de Brémeillec, de Kerfoulard, Brûlé, du Frout, à eau). (...) Il y a en Plonéour, outre l'église paroissiale, la chapelle de Bonne-Nouvelle et l'ancienne église de Lanvern, qui sont toutes deux desservies. On remarque aussi en cette commune le bel étang de Saint-Yvi [connu actuellement sous le nom d'étang de Saint-Vio]. Il y a foire le 13 de chaque mois. On parle le breton. »

En 1846, des pièces gauloises (osismes) et des bijoux en or sont trouvés en creusant les fondations de la maison Quéneudec, située dans le bourg.
Dans la décennie 1840 l'état de l'église  paroissiale est catastrophique, son toit menaçant de s'effondrer, ce qui oblige à transférer le culte à la chapelle de Languivoa. Une nouvelle église est construite en 1847 et inaugurée le 2 janvier 1848 ; le clocher ne fut achevé qu'en 1877.
En septembre 1854, « un épouvantable incendie vient de détruire presque entièrement le bourg de Plonéour, canton de Pont-l'Abbé. Je vous écris au milieu d'une population désespérée, cherchant à retirer des flammes des débris à demi consumés. Il est impossible de donner une idée complète de ce spectacle de désolation ». Une femme fut victime de l'incendie et « cinq ou six autres habitants ont été brûlés ou blessés plus ou moins dangereusement ».

« C'est dans la soirée du 11 [septembre] que le feu paraît avoir été communiqué à une meule de paille par un fumeur en état d'ivresse. Activée par un fort vent du sud, et favorisée par la sécheresse, la flamme s'est propagée de toit en toit ; bientôt vingt-trois maisons ont été embrasées ; la population tout entière, joignant ses efforts désespérés aux pompiers et à la gendarmerie, n'a pu malheureusement triompher du fléau : tout a été détruit. (...) »

#### Plonéour-Lanvern vers la fin duXIXesiècle
Selon les croyances traditionnelles « à Plonéour-Lanvern, les morts visitent (...) leurs parents vivants et s'asseyent à leur table. Pour les fêter, le souper du premier novembre, partout autrefois, consistait en crêpes de blé noir. La part des morts était soigneusement mise de côté, et, pendant toute la nuit, les pauvres et les enfants, sonnant une clochette, allaient, de village en village, quêter la "Crêpe des Trépassés" ("Krampoennik a Annaon") ».
Trois Sœurs de Kermaria arrivent à Plonéour-Lanvern le 14 janvier 1870 afin de tenir l'école pour les filles, à la demande du recteur Hingant.
Fin XIXe la construction de 67 écoles de hameaux a été autorisée dans le Finistère par deux décrets :
- le décret du 25 octobre 1881 qui a délégué une subvention pour 18 écoles de hameaux sur l'arrondissement de Quimperlé ; toutes ont été bâties ;
- le décret du 14 mars 1882 qui a délégué une subvention pour 50 écoles de hameaux sur les quatre autres arrondissements du département (Brest, Châteaulin, Morlaix, Quimper) à choisir dans les communes « dont le territoire est le plus étendu et les ressources les plus restreintes » ; 49 ont été bâties dont 1 à Plonéour-Lanvern (Creac'h-Ru)[55].

Une école libre de filles, tenue par les Sœurs de Kermaria, ouvre en 1883.
Par arrêté préfectoral du 20 août 1887, l'école publique de filles de Plonéour-Lanvern est laïcisée. « La supérieure a été prévenue (...) qu'elle avait à quitter l'école le 9 septembre. Les conseillers municipaux ont immédiatement envoyé au préfet une énergique protestation ».
En 1899, Plonéour-Lanvern fait partie des dix-huit seules communes du département du Finistère à déjà posséder une société d'assurance mutuelle, forte de 72 adhérents, contre la mortalité des animaux de ferme, qui assure les chevaux et les bêtes à cornes.
Alexandre Nicolaï décrit ainsi les pèlerins se rendant au pardon de Plonéour en 1893 :

« (...) Le pardon se célèbre aujourd'hui même, et la route depuis déjà plusieurs kilomètres est sillonnée de familles entières qui se rendent à la belle fête ; ce sont des villages au grand complet qui se déplacent. À peu près tous marchent pieds nus dans la poussière du chemin, portant d'une main les galoches par mesure d'économie, et de l'autre la lanterne, car le retour n'aura lieu que fort avant dans la nuit. Carrioles, chars-à-bancs, lourdes charrettes encombrées de monde font sur cette grande route blanche et poudroyante un courant que nous avons toutes les peines du monde à remonter. Et puis l'éclaircissement se faut petit à petit, nous croisons les derniers traînards. »

Le crime commis en 1893 au moulin du Fao par les trois sœurs Tanguy, qui assassinèrent le mari de l'une d'entre elles, Jean-Marie Clorennec, défraya le chronique à l'époque.
La perception d'une surtaxe sur l'alcool, perçue à l'octroi de Plonéour-Lanvern, était régulièrement autorisée par la Chambre des députés et le Sénat, par exemple en 1869, en 1875 ou pour la période 1888-1893.

### LeXXesiècle

#### La Belle Époque

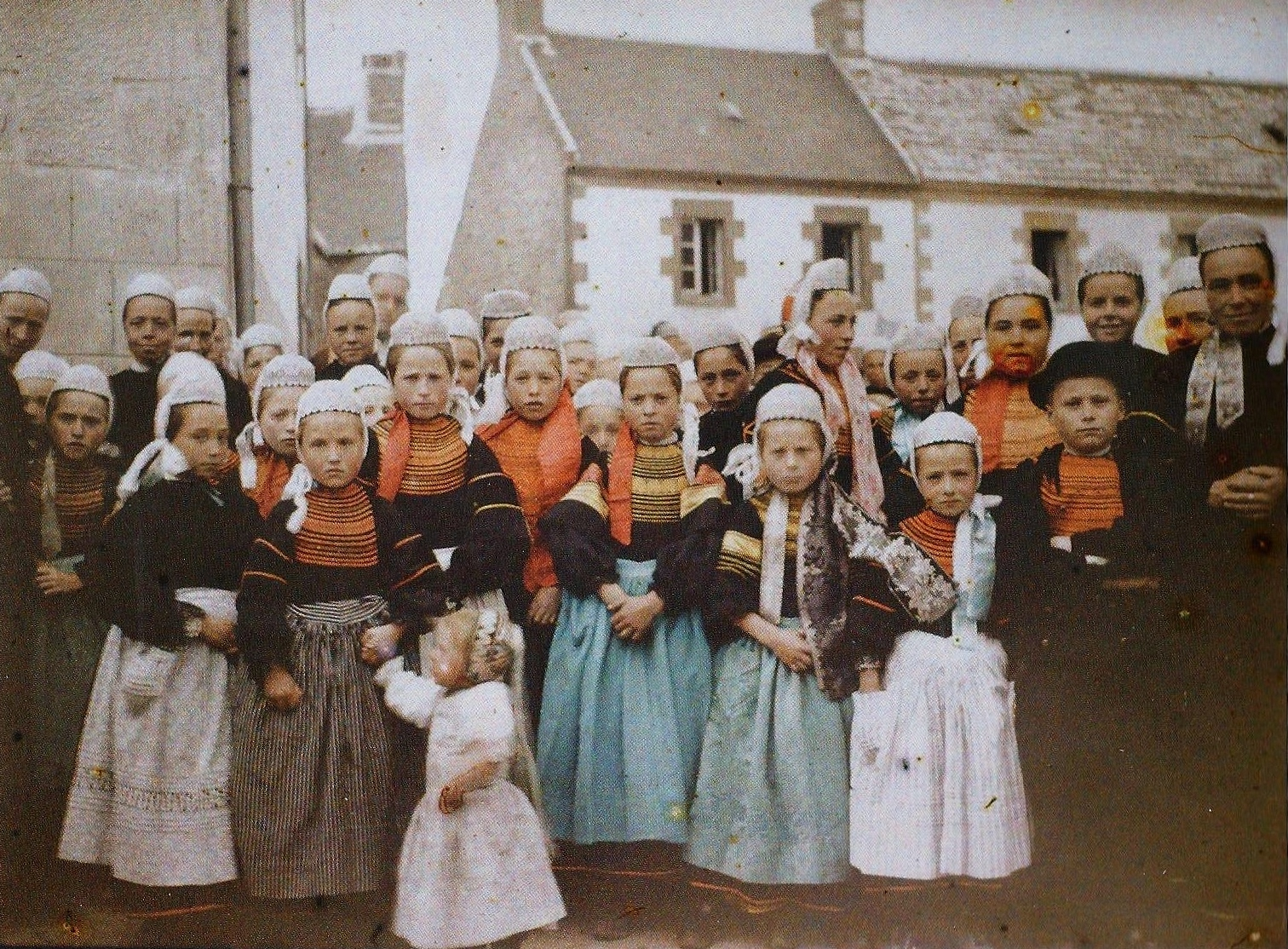
Plonéour-Lanvern : Bigoudènes à la sortie de la messe vers 1900 (plaque autochrome de Paul Michels)

Le bureau de poste de Plonéour-Lanvern est construit en 1902 par l'architecte Charles Chaussepied.
En réponse à une enquête épiscopale organisée en 1902 par Mgr Dubillard, évêque de Quimper et de Léon en raison de la politique alors menée par le gouvernement d'Émile Combes contre l'utilisation du breton par les membres du clergé, le recteur de Plonéour-Lanvern écrit : « Inutile de les faire [les instructions religieuses] dans une autre langue [que le breton], il n'y aurait presque personne à les comprendre ».
L'école libre de filles de Plonéour-Lanvern, tenue par les Filles de Jésus de Kermaria, fermée en août 1902 en vertu de la Loi sur les congrégations, a rouvert en février 1903 « sous la direction de Mlle Marie-Louise Péron, de Vannes, assistée de trois jeunes filles chrétiennes ». En fait ce sont les Sœurs de Kermaria qui rouvrent leur école de manière déguisée.
L'hippodrome de Brénanvec, situé sur le territoire de la commune, servait notamment lors des courses organisées pour les fêtes de la Tréminou (Fêtes de Pont-l'Abbé), mais en raison de sa pente, des accidents se produisaient fréquemment, notamment lorsque le temps était pluvieux comme ce fut le cas par exemple en 1903.
Le 9 janvier 1903, Le Férec, curé de Plonéour-Lanvern, fait partie des 31 prêtres du diocèse de Quimper dont les traitements sont retenus par décision du gouvernement Combes « tant qu'ils ne feront pas emploi de la langue française dans leurs instructions et l'enseignement du catéchisme » car ils utilisaient le breton.
Le journal La Croix du 3 janvier 1904 annonce la fermeture de l'école congréganiste de Plonéour-Lanvern, qui était tenue antérieurement par les Filles de Jésus, sur décision du gouvernement d'Émile Combes.
Un comité d' "Union catholique" fut créé à Plonéour le dimanche 24 mars 1912 : « À l'issue de la grand'messe, 200 paroissiens se réunissaient à l'école libre de garçons. (...). Mr le chanoine Corre, recteur de Saint-Mathieu de Quimper, (...) montra à ses auditeurs les injustices criantes dont sont victimes les catholiques en France, et en particulier l'injustice scolaire ». Plus de 80 adhésions furent immédiatement recueillies. D'autres viendront renforcer le bloc catholique.

#### La Première Guerre mondiale

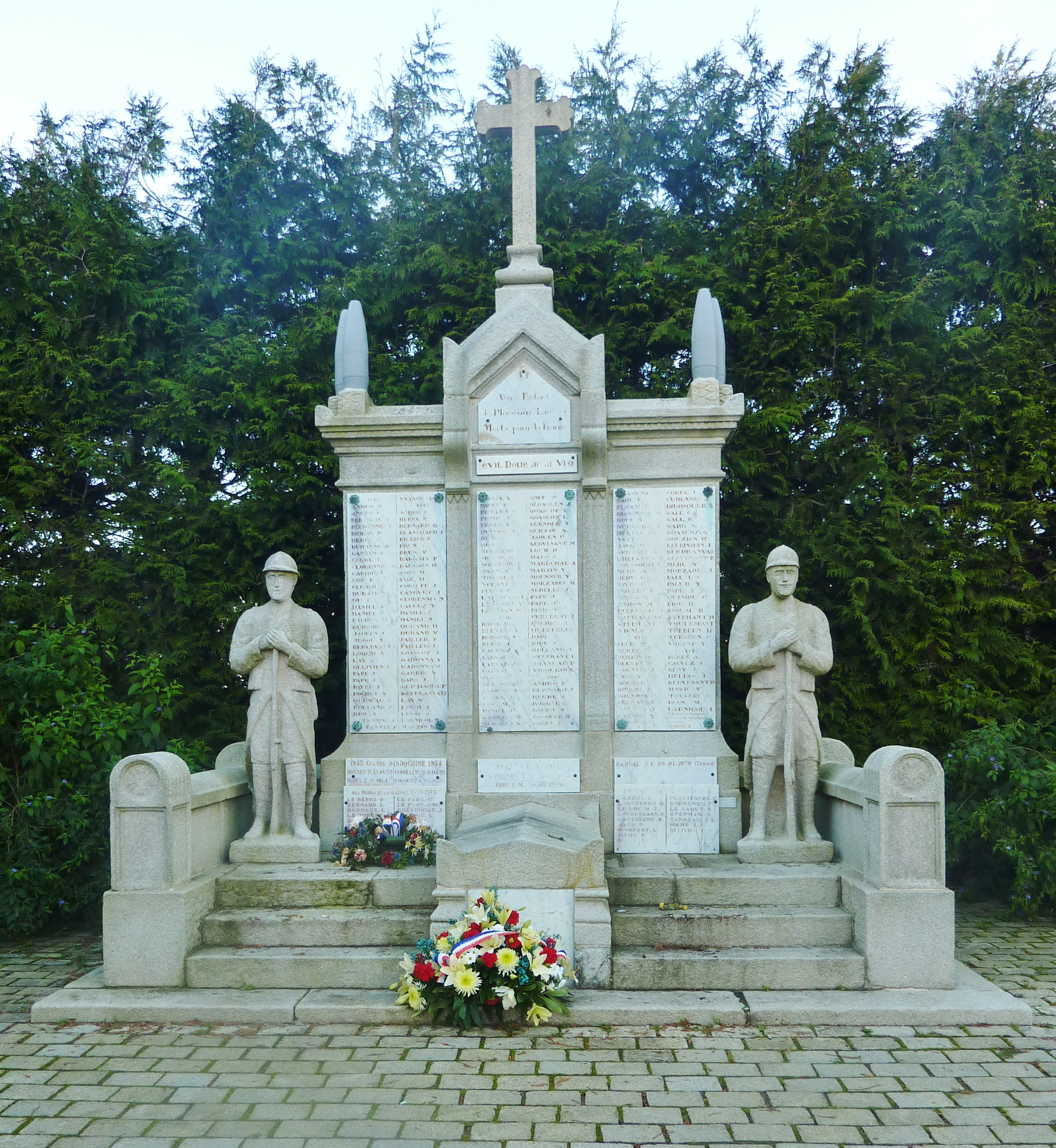
Le monument aux morts de Plonéour-Lanvern, érigé en 1923

Le monument aux morts de Plonéour-Lanvern porte les noms de 209 soldats et marins morts pour la France pendant la Première Guerre mondiale ; parmi eux Pierre Bouvet est un marin disparu en mer ; onze soldats sont morts en Belgique (Corentin Le Du, Pierre Rolland et Ambroise Tanniou à Rossignol, tous les trois le 22 août 1914, Alain Le Lay le même jour à Maissin et Louis Jaouen le même jour à Ham-sur-Sambre, Pierre Le Tanter le 28 août 1914 également à Maissin et Corentin Kervevan le même jour à Libin, Alain Gadonna le 9 novembre 1914 à Luyghem, Jean Le Pemp le 6 janvier 1915 à Zonnebeke, Jean Queffélec le 2 juin 1917 à Nieuport (décoré de la Médaille militaire et de la Croix de guerre), Jean Le Corre le 15 mai 1918 à Vierstraat) ; cinq sont morts dans les Balkans lors de l'expédition de Salonique (Jean Le Pape et Henri Le Blévec à Salonique, Hervé Le Loc'h et Yves Volant en Serbie, Guillaume Garo en Bulgarie la veille de l'Armistice de 1918) ; Corentin Peillet est décédé à Douala (Cameroun) ; Jacques Daniel est mort des suites de ses blessures alors qu'il était prisonnier en Allemagne ; la plupart des autres sont décédés sur le sol français (parmi eux Isidore Guénolé, Corentin Kerdranvat, Corentin Le Gall et Sébastien Lucas ont été décorés de la Médaille militaire et de la Croix de guerre, Michel Kervevant de la Médaille militaire).
Trois frères Méhu : Guillaume, tué à l'ennemi le 8 mai 1917 à Hurtebise (Aisne) ; Alain, décédé âgé de 20 ans des suites de ses blessures le 5 novembre 1917 à Zuydcoote (Nord) et Yves, décédé de maladie contractée en service le 9 novembre 1918 à Ploërmel (Morbihan) sont morts pour la France pendant cette guerre. Une esplanade des Frères-Méhu a été inaugurée à Plonéour-Lanvern le 11 novembre 2023.

#### L'Entre-deux-guerres

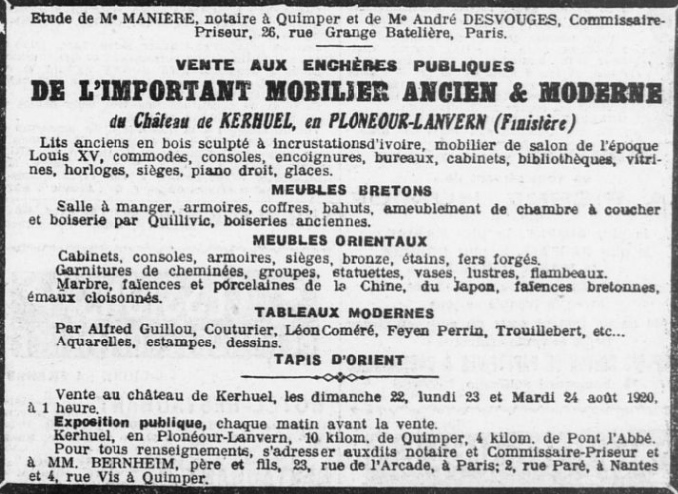
Annonce de la vente du mobilier du manoir de Kerhuel (août 1920).

La vente de l'important mobilier du manoir de Kerhuel dura 3 jours du 24 au 26 août 1920 et se poursuivit pendant trois jours encore du 19 au 21 septembre 1920 ; le manoir lui-même fut mis en vente en mars 1922 et à nouveau en juillet 1925. 
Un drame survint à Plonéour-Lanvern le 1er janvier 1932, un cultivateur mit par désespoir le feu à sa ferme à Goarem-Goz avant de se suicider.
Plonéour est ainsi décrit en 1936 par Paul Nédellec :

« (...) On gagne Plonéour-Lanvern que sa situation au sommet d'un monticule a fait surnommer l'Orgueilleuse. C'est une bourgade quelconque, aux allures de petite ville, dont les marchés concurrencent avec succès ceux de la modeste capitale voisine [Pont-l'Abbé]. L'église principale est de construction récente, mais du haut de son clocher dressé sur la colline, on peut apercevoir toutes les sinuosités du littoral, depuis Concarneau jusques au Raz de Sein. De nombreuses chapelles, où les offices sont célébrés chaque dimanche et qui voient affluer les foules les jours de pardon, parsèment le territoire de cette commune populeuse. Des manoirs ruinés, vides d'habitants, rappellent les histoires sans fin des longues veillées funèbres, d'où les craintifs auditeurs s'en vont, la tête farcie de spectres terrifiants ou de diaboliques farfadets (...). »

La ligne ferroviaire à voie métrique surnommée "train carottes", exploitée initialement par les Chemins de fer armoricains, fut inaugurée le 1er octobre 1912 et ferma le 30 juin 1935, ne fonctionnant donc que 33 ans à peine. La voie ferrée partait de Pont-l'Abbé et desservait les gares de Plonéour-Lanvern, Tréogat, Pouldreuzic, Plozévet, Plouhinec, Pont-Croix, pour aboutir à Audierne ; la ligne desservait aussi des arrêts facultatifs supplémentaires comme celui de Plovan. « C'était un train mixte de marchandises et de voyageurs, qui a eu un impact important sur la vie économique et sociale en pays Bigouden et dans le cap Sizun » a écrit l'historien Serge Duigou.

#### L'usine Raphalen et la conserverie Larzul
À partir de 1926, Sébastien Raphalen se met à produire des conserves de légumes (petits pois, haricots verts, etc.) et de poissons (maquereaux, sprats, thon), et à partir de 1929, de pâté. L'essor de l'entreprise est rapide : 15 employés (dont 12 femmes) en 1931, 300 personnes vers 1950. Pendant la Seconde Guerre mondiale, l'usine Raphalen, comme d'autres conserveries, met en boîte des produits divers de ravitaillement pour les troupes allemandes. Sébastien Raphalen meurt le 27 janvier 1947. Ses trois fils, Georges, Félix et Daniel Raphalen, poursuivent l'activité de l'entreprise, agrandissant l'usine en 1950, en achetant une autre à Quimperlé en 1956 et en construisant une troisième à Rosières-en-Santerre (Somme). L'entreprise est vendue en 1976 à la "Société des Propriétaires Réunis" de Rosporden, puis en 1989 à la société Exal qui met fin à l'activité quelques mois plus tard en 1990. Le site est racheté par la commune de Plonéour-Lanvern en 1995 : une partie des bâtiments est détruite, les autres sont réhabilités pour former un espace socio-culturel : l'"Espace Raphalen".
La conserverie Larzul, qui existe depuis 1906 (malgré une faillite survenue en 1930), restée pendant trois générations un groupe familial (Joseph Larzul, puis Michel Larzul ayant succédé au fondateur Noël Larzul, leur père et grand-père), a été reprise en 2010 par la "Française de Gastronomie", filiale alsacienne du groupe belge "Floridienne" mais existe toujours, dirigée par la 4e génération de la famille Larzul ; elle a ouvert notamment une boutique d'usine en 2018.
Une grève survenue en juin 1931 concerna les 120 ouvriers et ouvrières de la conserve à Plonéour-Lanvern, qui revendiquaient une augmentation de 0,50 franc par heure (les ouvriers étaient payés 2,75 francs l'heure et les ouvrières 1,75 franc). Il n'y avait pas d'heure fixe de travail. Un jour douze, le lendemain vingt-quatre heures, sans compensation aucune.

#### La Seconde Guerre mondiale
Le monument aux morts de Ploénour-Lanvern porte les noms de 34 personnes mortes pour la France pendant la Seconde Guerre mondiale ; parmi elles, à titre d'exemple, deux résistants (Henri Lautredou et René Le Berre), et Yves Quéméner, victime d'un bombardement allemand le 13 juin 1940 à Anglure (Marne). Clet Jegou, dont le nom ne figure pas sur le monument aux morts, est mort en déportation le 18 décembre 1944 au camp de concentration de Neuengamme.
Plusieurs hommes furent prisonniers, par exemple Corentin Signor et Noël Bleis, tous deux au camp de Kaisersteinbruck, près de Vienne (Autriche).

#### L'après Seconde Guerre mondiale
Quatre soldats (René Bosser, Émile Burel, Jean Coroller, Gustave Cosquer) originaires de Plonéour-Lanvern sont morts pour la France pendant la Guerre d'Indochine, deux (P. M. Riou et L. A. Scoarnec) pendant la Guerre d'Algérie et un (Jean Carval) au Tchad.
Les Sœurs de Kermaria tiennent en plus de l'école privée des filles un pensionnat et donnent des cours de ménage. En 1975, l'école des filles fusionne avec celle des garçons sous le vocable "École Notre-Dame du Bon Secours". En 1976, l'ancienne école privée des filles devient une maison de retraite pour les religieuses, laquelle ferme en 2023.

### LeXXIesiècle
Un chacal doré a été vu dans la nuit du 21 au 22 mars 2023 à Lanvern, pour la première fois en Bretagne.

### Liste des maires

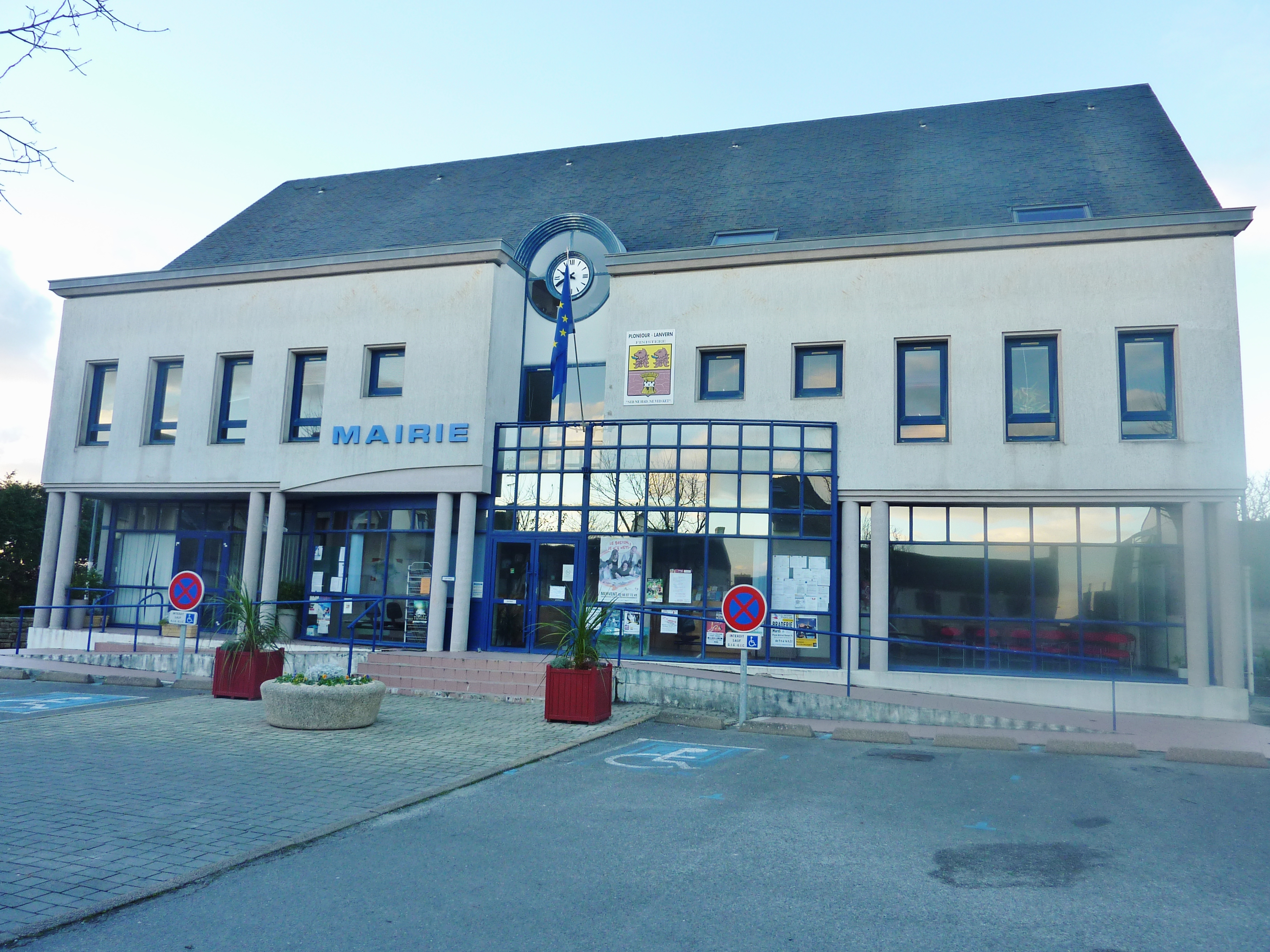
La mairie de Plonéour-Lanvern

## Population et société

### Démographie

#### Évolution démographique
L'évolution du nombre d'habitants est connue à travers les recensements de la population effectués dans la commune depuis 1793. Pour les communes de moins de 10 000 habitants, une enquête de recensement portant sur toute la population est réalisée tous les cinq ans, les populations de référence des années intermédiaires étant quant à elles estimées par interpolation ou extrapolation. Pour la commune, le premier recensement exhaustif entrant dans le cadre du nouveau dispositif a été réalisé en 2005.
En 2022, la commune comptait 6 403 habitants, en évolution de +5,47 % par rapport à 2016 (Finistère : +2,16 %, France hors Mayotte : +2,11 %).
L'augmentation démographique constatée en 1831 par rapport à 1821 s'explique pour partie par la fusion survenue avec l'ancienne commune de Lanvern, qui avait 361 habitants en 1821. Le maximum de la population a été atteint en 2015 avec 6 079 habitants.
| 1793  | 1800  | 1806  | 1821  | 1831  | 1836  | 1841  | 1846  | 1851  |
| ----- | ----- | ----- | ----- | ----- | ----- | ----- | ----- | ----- |
| 1 897 | 1 968 | 2 009 | 2 054 | 2 892 | 3 025 | 3 193 | 3 200 | 3 033 |

| 1856  | 1861  | 1866  | 1872  | 1876  | 1881  | 1886  | 1891  | 1896  |
| ----- | ----- | ----- | ----- | ----- | ----- | ----- | ----- | ----- |
| 3 101 | 3 238 | 3 308 | 3 147 | 3 360 | 3 420 | 3 717 | 3 780 | 3 860 |

| 1901  | 1906  | 1911  | 1921  | 1926  | 1931  | 1936  | 1946  | 1954  |
| ----- | ----- | ----- | ----- | ----- | ----- | ----- | ----- | ----- |
| 3 770 | 3 925 | 4 103 | 4 247 | 4 536 | 4 375 | 4 281 | 4 130 | 4 040 |

| 1962  | 1968  | 1975  | 1982  | 1990  | 1999  | 2005  | 2006  | 2010  |
| ----- | ----- | ----- | ----- | ----- | ----- | ----- | ----- | ----- |
| 4 208 | 4 087 | 4 364 | 4 508 | 4 619 | 4 800 | 5 265 | 5 395 | 5 825 |

| 2015  | 2020  | 2022  | - | - | - | - | - | - |
| ----- | ----- | ----- | - | - | - | - | - | - |
| 6 079 | 6 300 | 6 403 | - | - | - | - | - | - |

#### Pyramide des âges
En 2018, le taux de personnes d'un âge inférieur à 30 ans s'élève à 30,5 %, soit en dessous de la moyenne départementale (32,5 %). À l'inverse, le taux de personnes d'âge supérieur à 60 ans est de 29,0 % la même année, alors qu'il est de 29,8 % au niveau départemental.
En 2018, la commune comptait 3 001 hommes pour 3 146 femmes, soit un taux de 51,18 % de femmes, légèrement inférieur au taux départemental (51,41 %).
Les pyramides des âges de la commune et du département s'établissent comme suit.
| Hommes | Classe d’âge | Femmes |
| ------ | ------------ | ------ |
| 0,7    | 90 ou +      | 2,5    |
| 7,3    | 75-89 ans    | 11,5   |
| 18,3   | 60-74 ans    | 17,6   |
| 22,6   | 45-59 ans    | 21,2   |
| 18,6   | 30-44 ans    | 18,6   |
| 13,6   | 15-29 ans    | 11,1   |
| 18,9   | 0-14 ans     | 17,6   |

| Hommes | Classe d’âge | Femmes |
| ------ | ------------ | ------ |
| 0,7    | 90 ou +      | 2,2    |
| 7,8    | 75-89 ans    | 11,5   |
| 19,2   | 60-74 ans    | 20,1   |
| 20,8   | 45-59 ans    | 19,7   |
| 17,7   | 30-44 ans    | 16,6   |
| 17,1   | 15-29 ans    | 14,7   |
| 16,8   | 0-14 ans     | 15,2   |

#### Naissances et décès
| Année                                                                          | 1988 | 1989 | 1990 | 1991 | 1992 | 1993 | 1994 | 1995 | 1996 | 1997 | 1998 | 1999 | 2000 | 2001 | 2002 | 2003 | 2004 | 2005 | 2006 |
| ------------------------------------------------------------------------------ | ---- | ---- | ---- | ---- | ---- | ---- | ---- | ---- | ---- | ---- | ---- | ---- | ---- | ---- | ---- | ---- | ---- | ---- | ---- |
| Nombre de naissances                                                           | 58   | 51   | 41   | 44   | 47   | 38   | 37   | 39   | 37   | 47   | 50   | 43   | 51   | 50   | 50   | 61   | 56   | 59   | 59   |
| Nombre de Décès                                                                | 41   | 46   | 64   | 56   | 65   | 67   | --   | 71   | 62   | 76   | --   | --   | --   | --   | --   | 78   | 67   | 55   | 69   |
| Nombres retenus à partir de 1988. Source : Bulletins d'informations municipaux |      |      |      |      |      |      |      |      |      |      |      |      |      |      |      |      |      |      |      |

### Enseignement
La commune de Plonéour-Lanvern dispose de deux écoles. L'école Publique élémentaire et maternelle puis l'école Notre-dame-de-bon-secours. Au-delà de ce niveau élémentaire, il faut se rendre à Pont l'Abbé, à 6 kilomètres du centre du bourg, Pouldreuzic ou Quimper pour trouver collèges et lycées.

#### Langue bretonne
- À la rentrée 2017, 58 élèves étaient scolarisés dans la filière bilingue catholique (soit 10,6 % des enfants de la commune inscrits dans le primaire)[98].
- L'adhésion à la charte Ya d'ar brezhoneg a été votée par le Conseil municipal le 2 septembre 2019.
- Le label Ya d'ar brezhoneg de niveau 1 a été décerné à Plonéour-Lanvern le 14 novembre 2019.

### Manifestations culturelles et festivités

#### Fête
- le grand marché de Noël le dernier Week-end de novembre ;
- la fête de la Crêpe, une fois par an, à la Halle Raphalen ;
- le Shaker Fest, le premier week-end de mars à la Halle Raphalen, festival rétro-néo burlesque animé par l'association Shaker.

#### Les pardons
- le pardon de la Sainte Vierge, le premier dimanche de mai ;
- le pardon de saint Vincent[Lequel ?], le dimanche qui suit le 19 juillet ;
- le pardon de saint Enéour, le dimanche qui suit le 9 septembre ;
- le pardon de Notre-Dame de Lourdes, le 8 décembre ;
- le pardon de l'Assomption, sainte Marie, le 15 août, chapelle de Languivoa.

### Sport
- L'Amical laïque Plonéour-Lanvern Rink-Hockey est un club de rink hockey qui évolue en National 1, le championnat de plus haut niveau dans cette discipline sportive.

## Culture locale et patrimoine

### Stèle protohistorique dite le Bonnet d'Evêque ou le Mât de Saint-Ennéour
La stèle protohistorique est dressée dans l'encloe paroissial de l'Eglise de Plonéour-Lanvern, au coeur du village. Elle était au centre d'une danse rituelle le Jour du Pardon, dite "danse au menhir" -comme attestée sur une carte postale ancienne. Elle porte des noms populaires qui font allusion au saint local et confirment, de même que son implantation actuelle, l'ancienneté de sa christianisation. Rien ne permet à ce jour d'indiquer qu'il se soit agit d'un menhir plus ancien réemployé.

### Chapelle Saint-Philibert de Lanvern

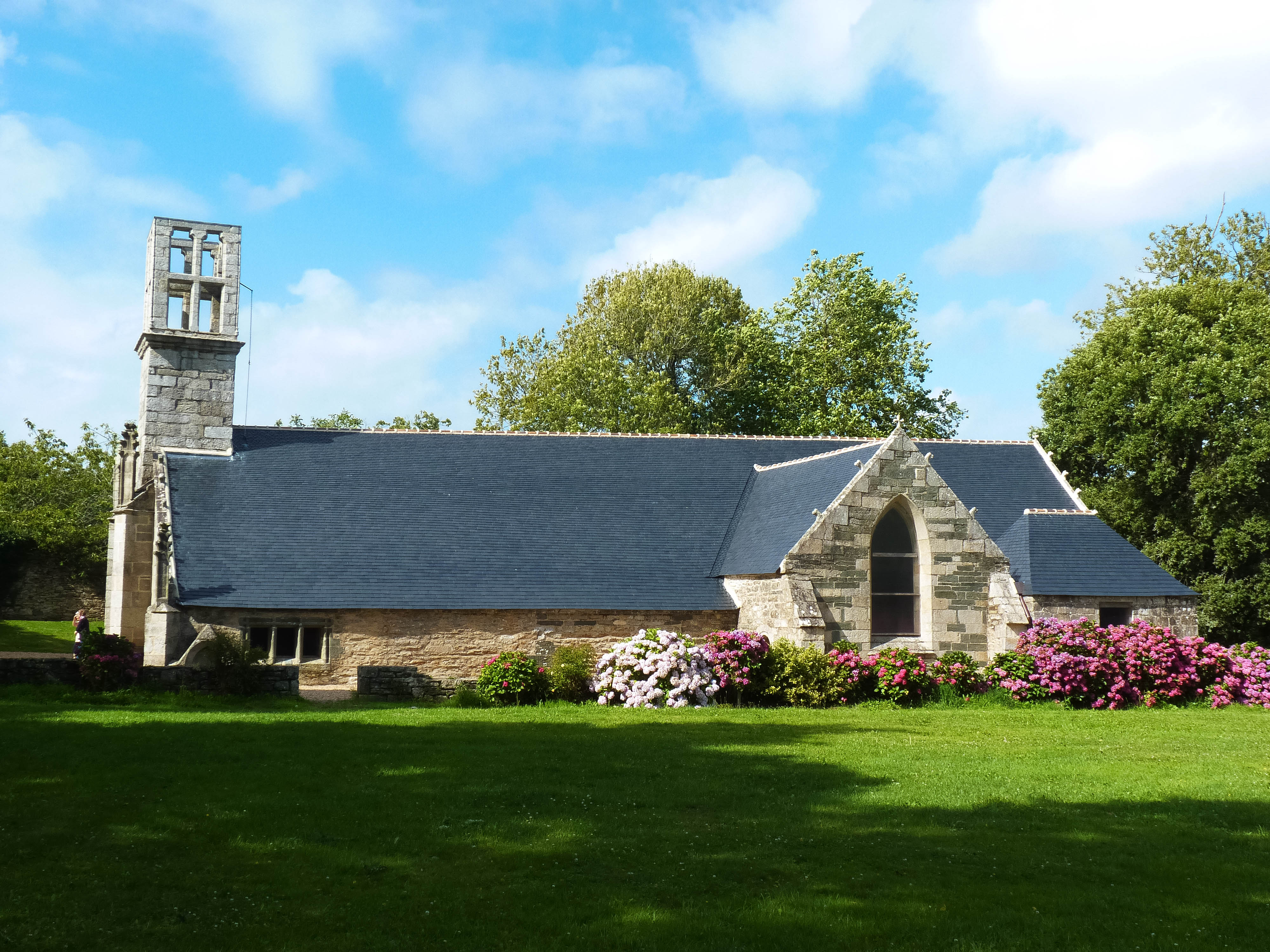
Chapelle Saint-Philibert.

La chapelle de Lanvern, aussi appelée "Saint-Philibert" car cette ancienne église paroissiale de Lanvern était dédiée à saint Philibert, fut construite au XIe siècle par des moines de l'abbaye de Landévennec. Lors de la révolte des Bonnets rouges en 1675 le clocher de la chapelle fut décapité sur ordre du duc de Chaulnes, alors gouverneur de la Bretagne. L'édifice avait été restauré en 1658, quelques années avant que le clocher ne soit démonté à la suite de la révolte.
La toiture s'est effondrée peu après la Seconde Guerre mondiale (elle était déjà en très mauvais état vers 1930), les municipalités successives n'ayant rien fait pour sauvegarder l'édifice ; le site a été débroussaillé et une chape de ciment coulée sur le faîte des murs pour éviter les infiltrations d'eau en 1967-1968. Les statues, sauf celle de saint Guénolé (à Landévennec), ont été déposées au presbytère et à l'église paroissiale, ainsi que le retable du maître-autel. 

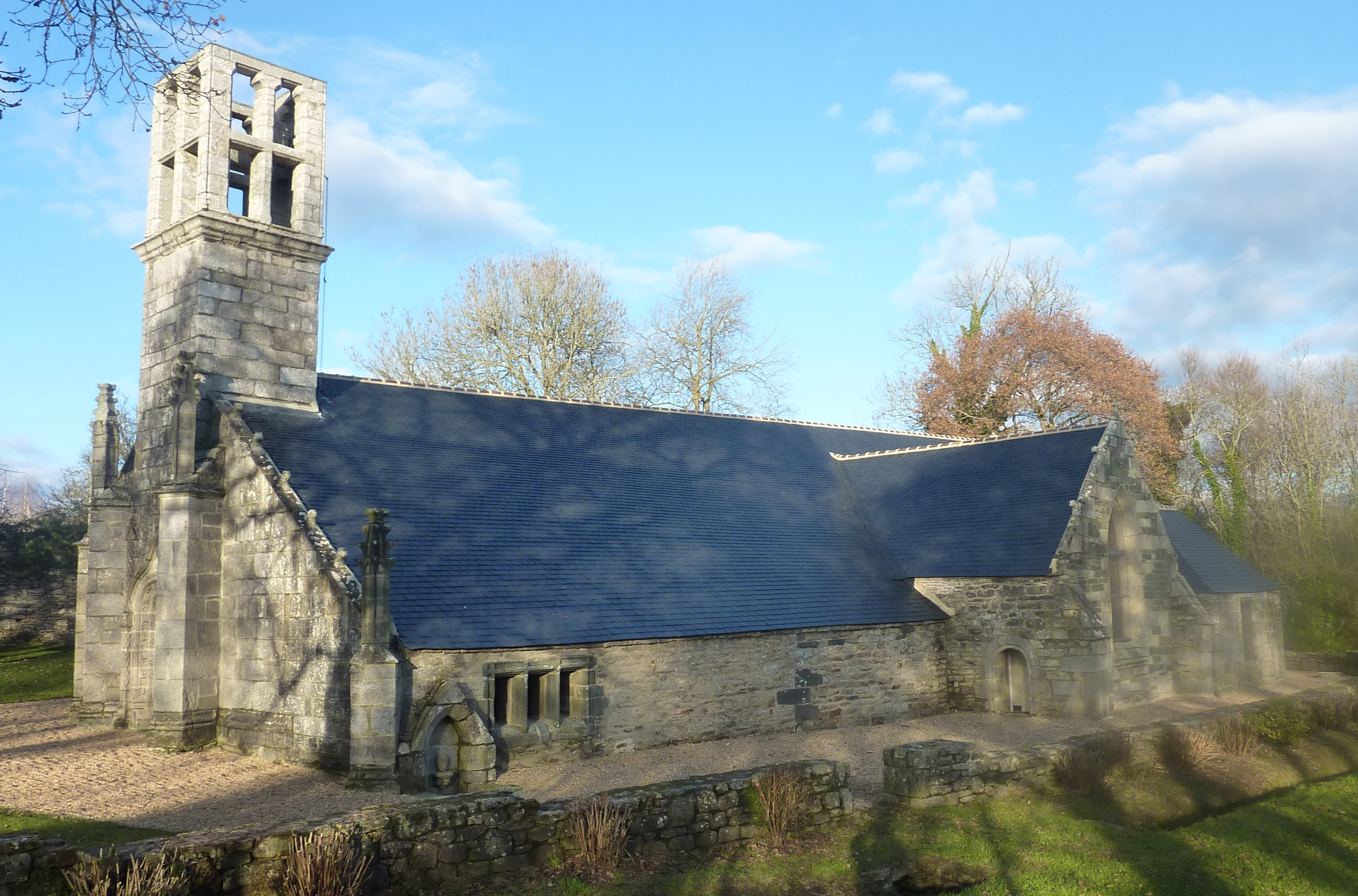
La chapelle Saint-Philibert (chapelle de Lanvern), vue d'ensemble.
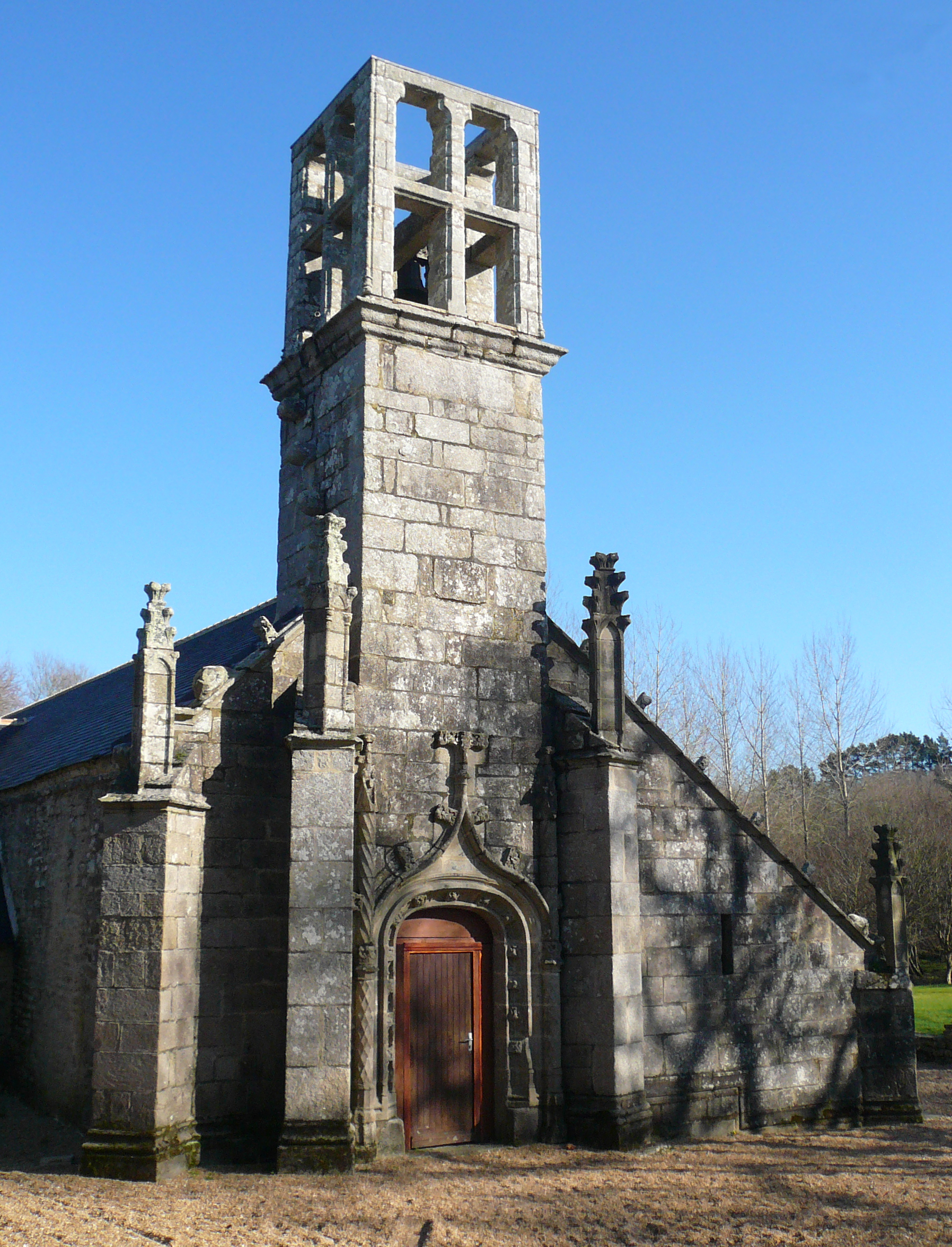
La chapelle Saint-Philibert (chapelle de Lanvern), le clocher décapité.
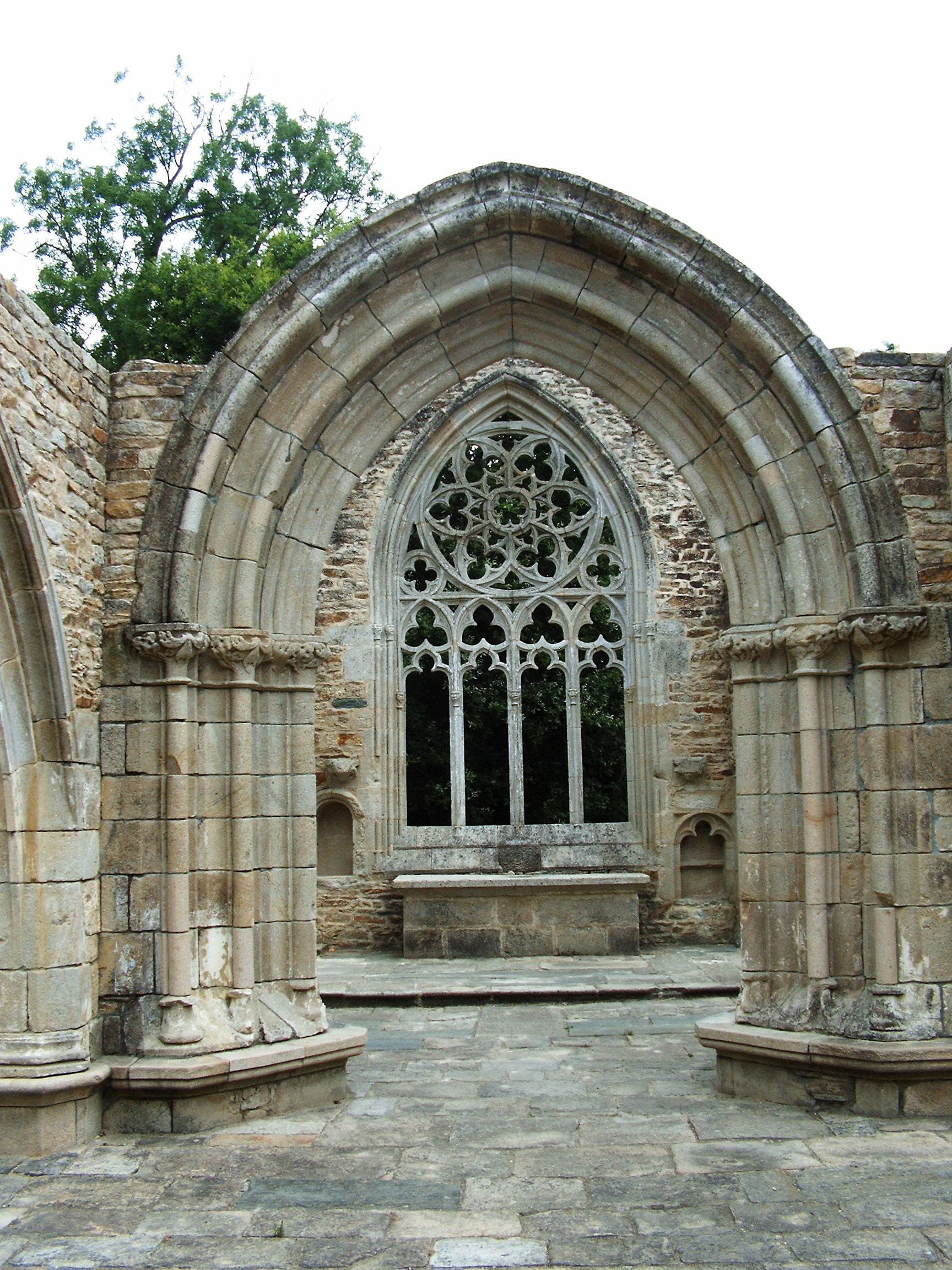
La chapelle Saint-Philibert (chapelle de Lanvern), détail 1.
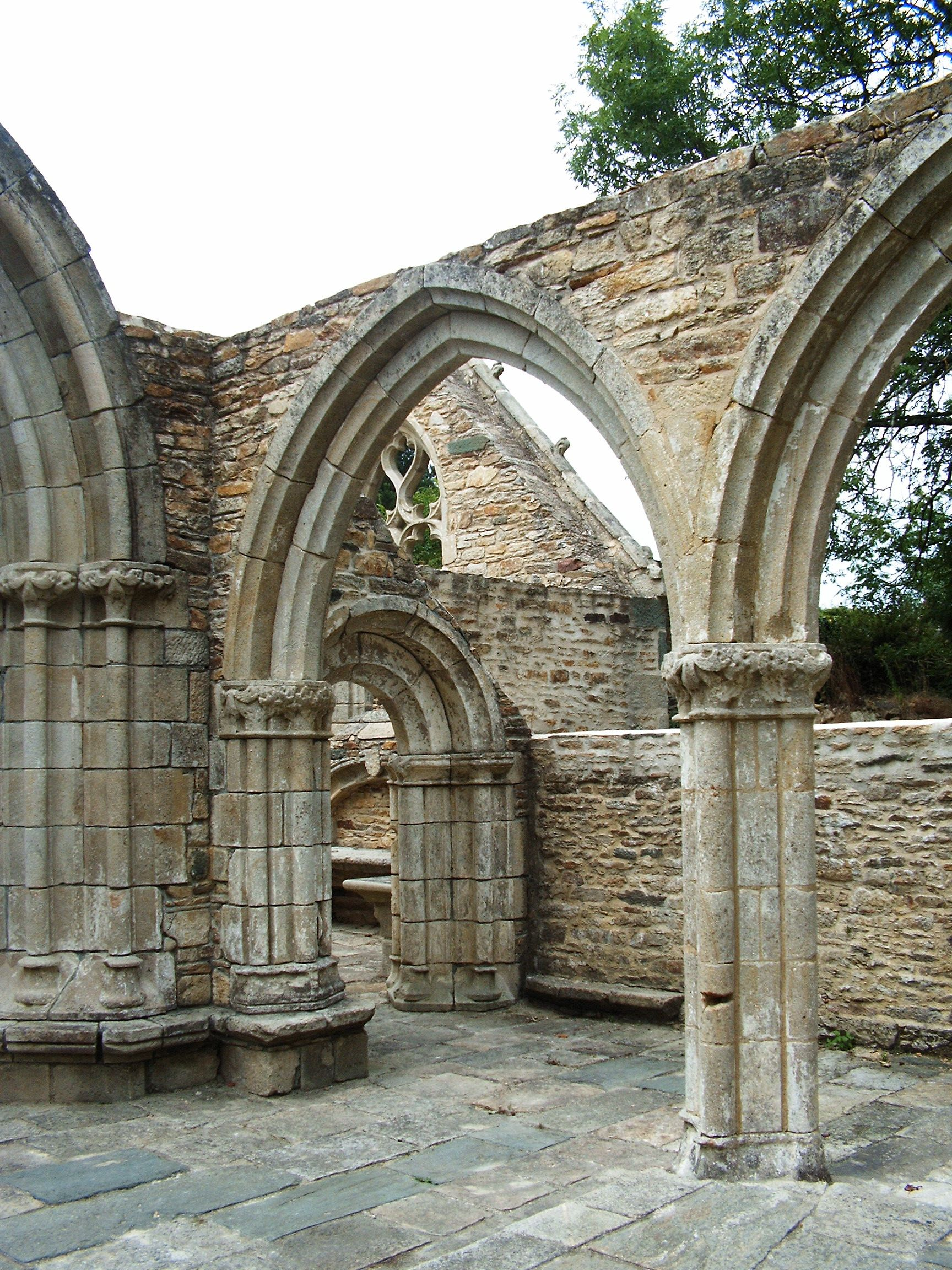
La chapelle Saint-Philibert (chapelle de Lanvern), détail 2.
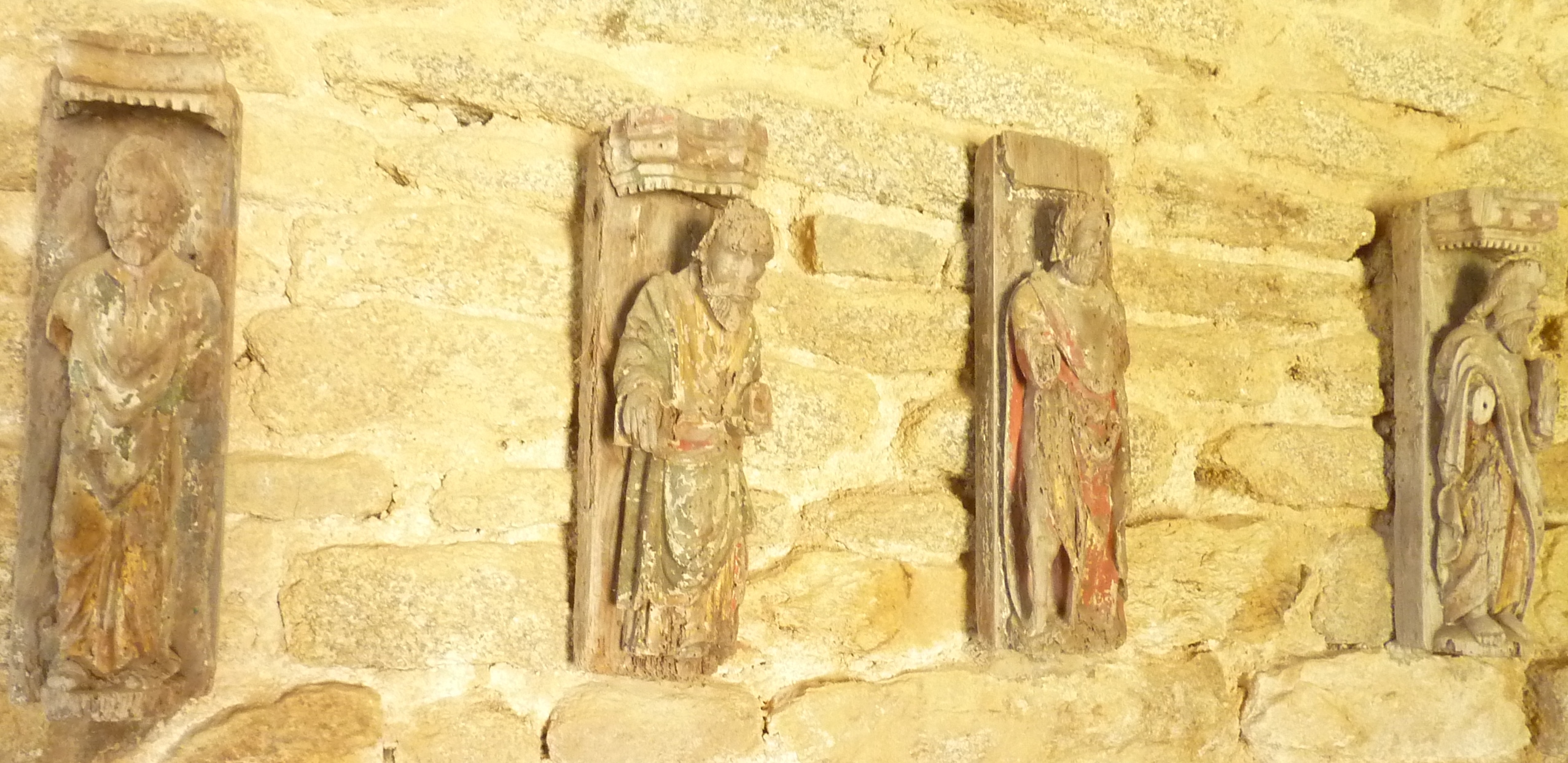
Languivoa : maison du chapelain, 4 des statues d'apôtres du retable du maître-autel de la chapelle Saint-Philibert de Lanvern.

En 2004 un habitant de Plonéour-Lanvern, Émile Cossec (ancien bistrotier, décédé en 2004), a légué à la commune près de 1,5 million d'euros pour restaurer la chapelle de Lanvern ; ce legs a permis une restauration remarquable, notamment en la dotant d'un toit tout neuf  en 2012 et de vitraux en 2017.

### Chapelle Notre-Dame de Languivoa

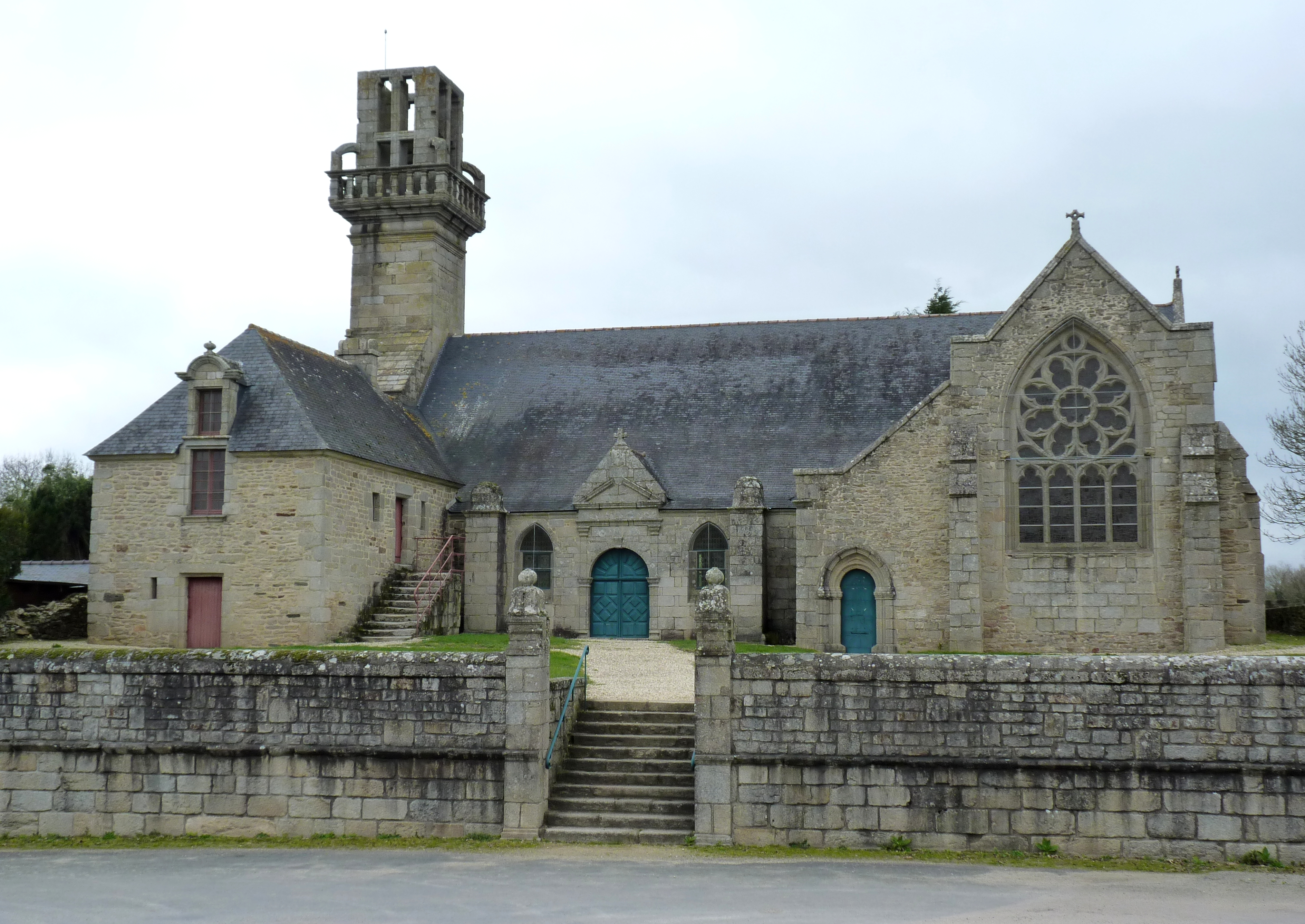
Chapelle de Languivoa.

La chapelle fut construite à la fin du XIIIe siècle sur la commune de Plonéour-Lanvern en Bretagne. L'architecture est un mélange des styles roman et gothique avec des influences locales (École de Pont-Croix). La chapelle subit dès le XIVe siècle des dommages liés aux guerres de successions du duché de Bretagne. Elle fut agrandie et réaménagée, avec des influences de style classique, au XVIIe siècle par le recteur L'Honoré de Plonéour. Elle fait partie des six églises et chapelles à avoir subi la décapitation de leur clocher pendant la répression du duc de Chaulnes, gouverneur de Bretagne, contre les Bonnets rouges. Elle abrite l'une des statues les plus anciennes de Cornouaille, datant de la fin du XIIIe siècle, en albâtre polychrome, qui représente Notre-Dame de Languivoa en Vierge du lait, ainsi qu'une groupe statuaire des saints Côme et Damien en bois polychrome, qui date du XVIIe siècle. Une cache médiévale se trouve près du porche ouest.
Denis Ménardeau, un professeur de Nantes, a commencé à s'y intéresser pendant l'été 1967 puis, avec ses élèves durant les vacances d'été, année après année, il va sauver le monument de la ruine. Le prix chefs-d'œuvre en péril lui est décerné deux fois. Le Président de la République, Georges Pompidou, vient personnellement en visite à Languivoa et fait un don conséquent. En 1983, le conseil général du Finistère et la commune de Plonéour-Lanvern décident de la restauration totale de la chapelle, charpente, couverture, menuiseries et vitraux, et en confient la maîtrise d'œuvre à Rémi Le Berre, architecte DPLG à Douarnenez. Jean-François Malthête, maître-charpentier à Douarnenez, commence les travaux de charpente en février 1983 ; ils dureront 11 mois et 1/2. Il réalisera également les menuiseries. Son travail lui vaudra la « une » du journal Ouest-France du 3 mai 1983. Des vitraux non figuratifs de l'artiste hollandais Piet-Evers ont été installés en 1985.
La restauration de la chapelle a été achevée en 2017, ce qui a permis au pardon d'y être célébré pour la première fois depuis longtemps (il se tenait précédemment sur le placître, par exemple en 2013, année d'arrivée de la nouvelle cloche).

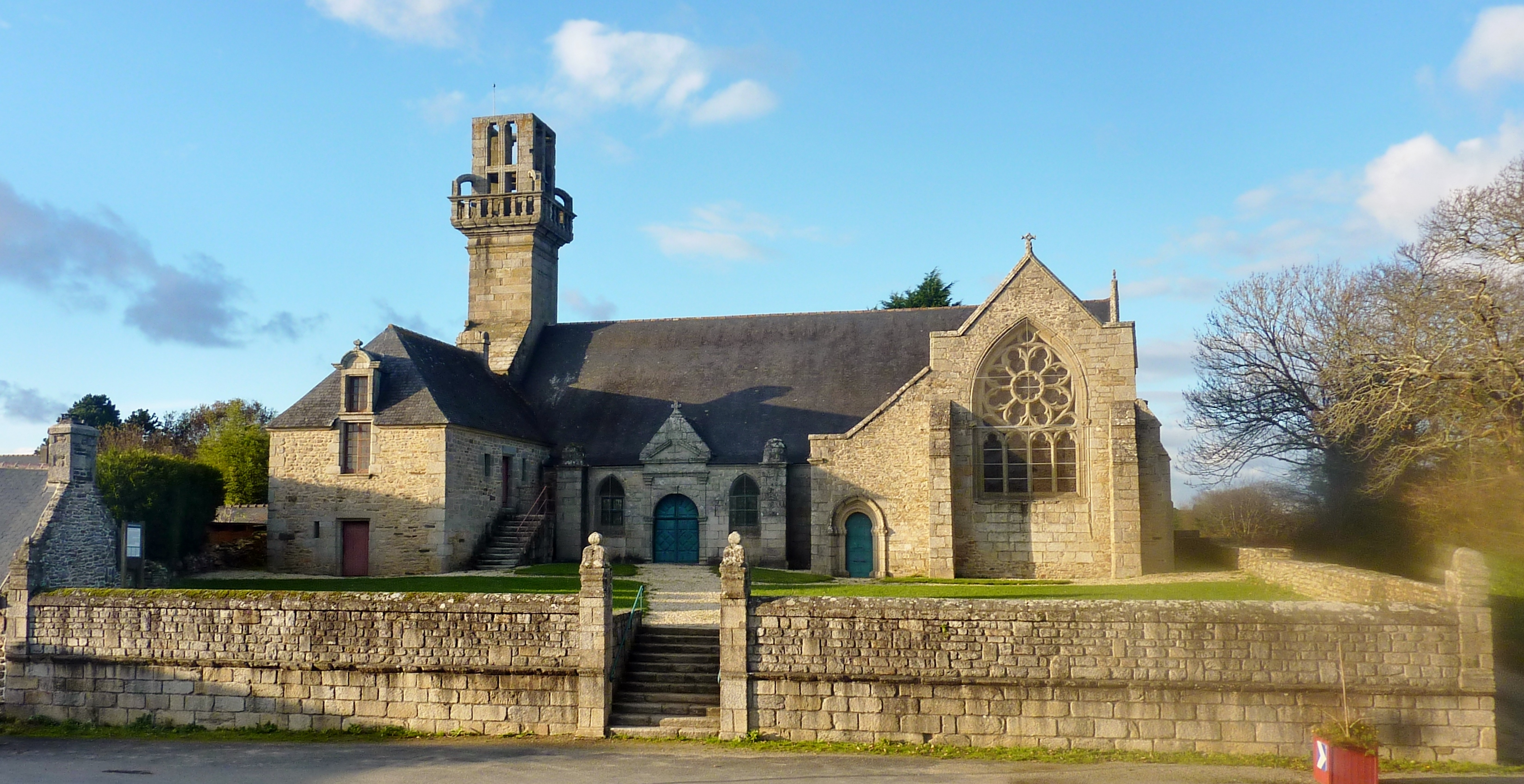
La chapelle de Languivoa vue du sud 1.
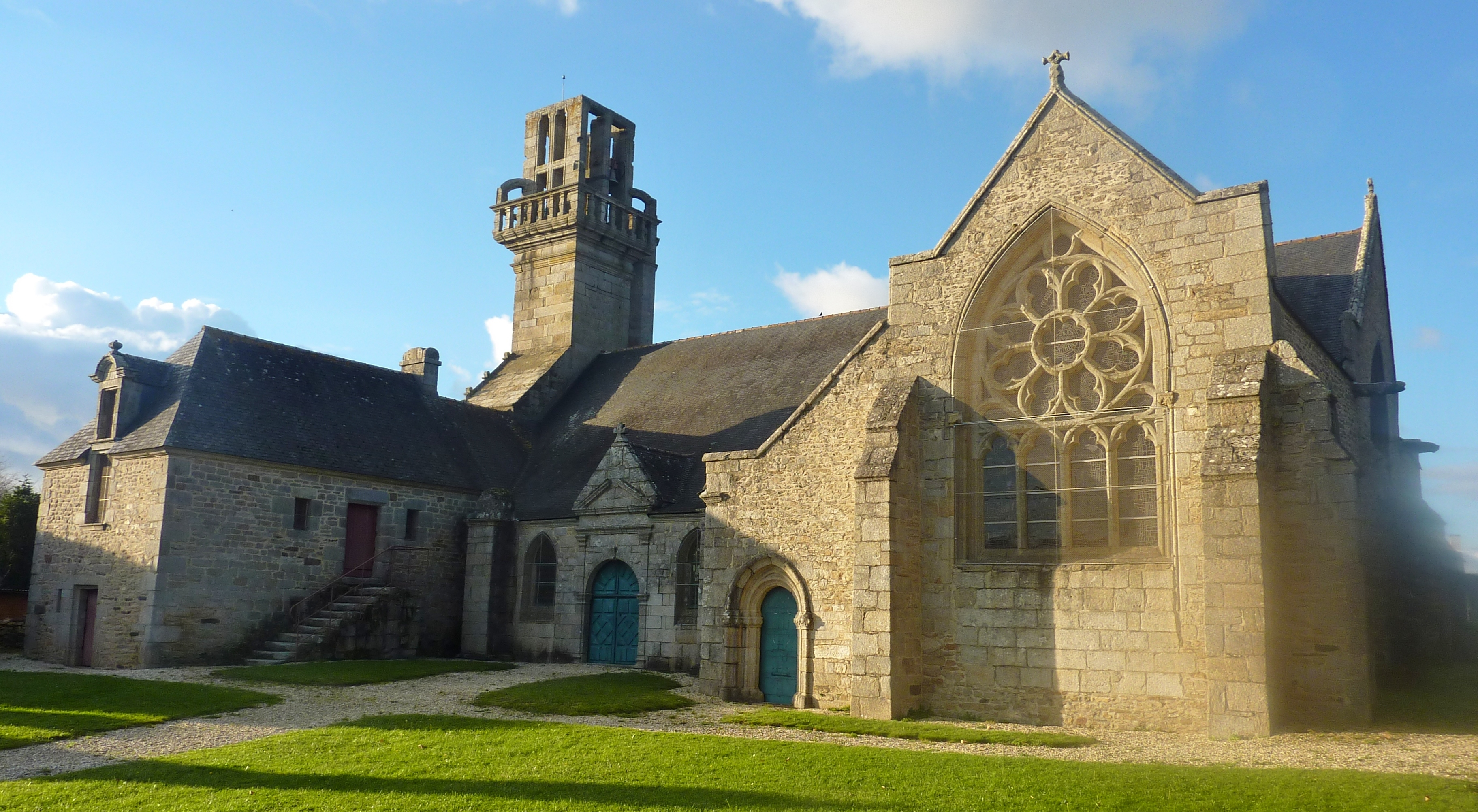
La chapelle de Languivoa vue du sud 2.
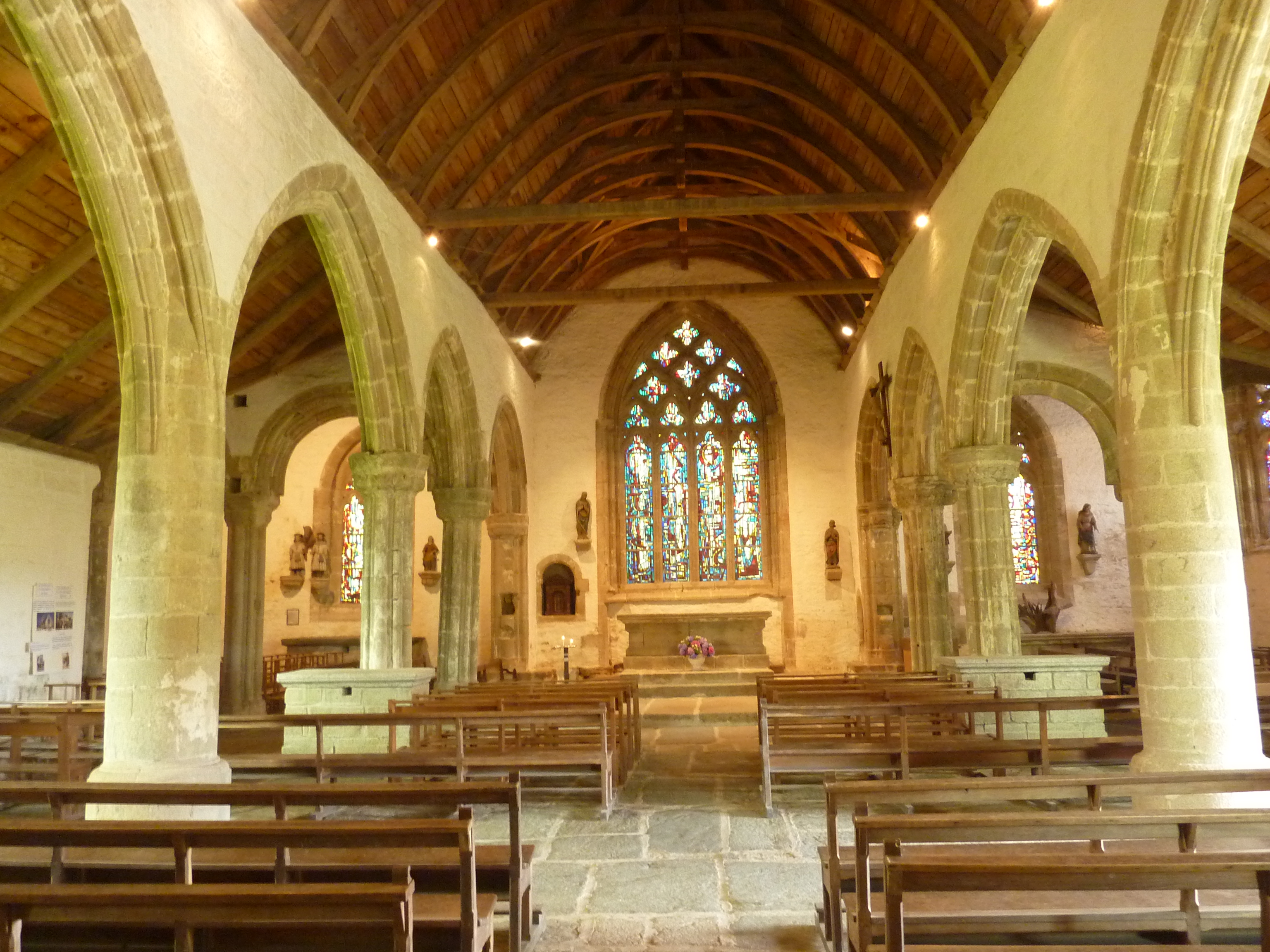
La chapelle de Languivoa, vue intérieure d'ensemble.
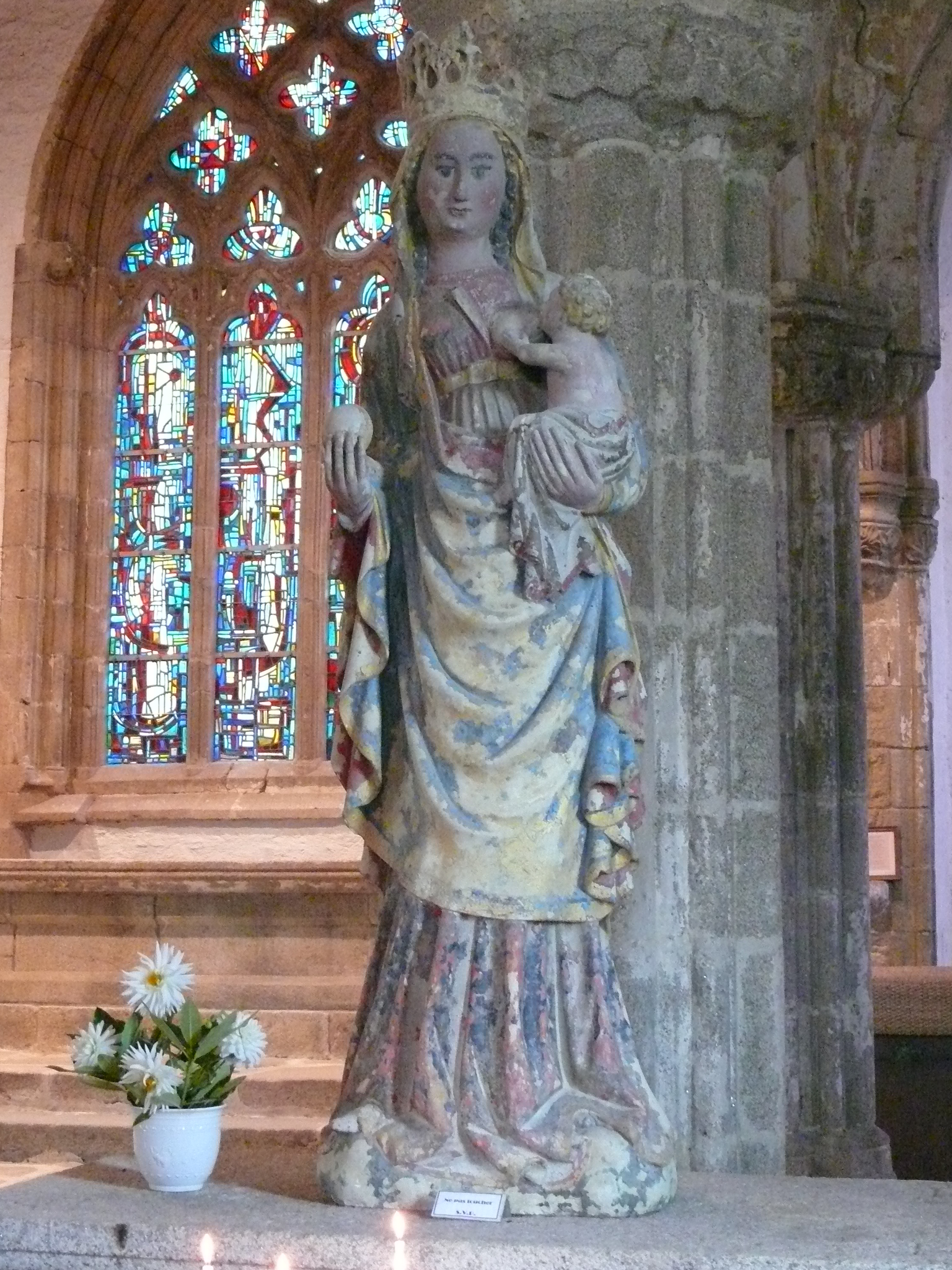
La chapelle de Languivoa : statue de la Vierge du lait (XIIIe siècle).
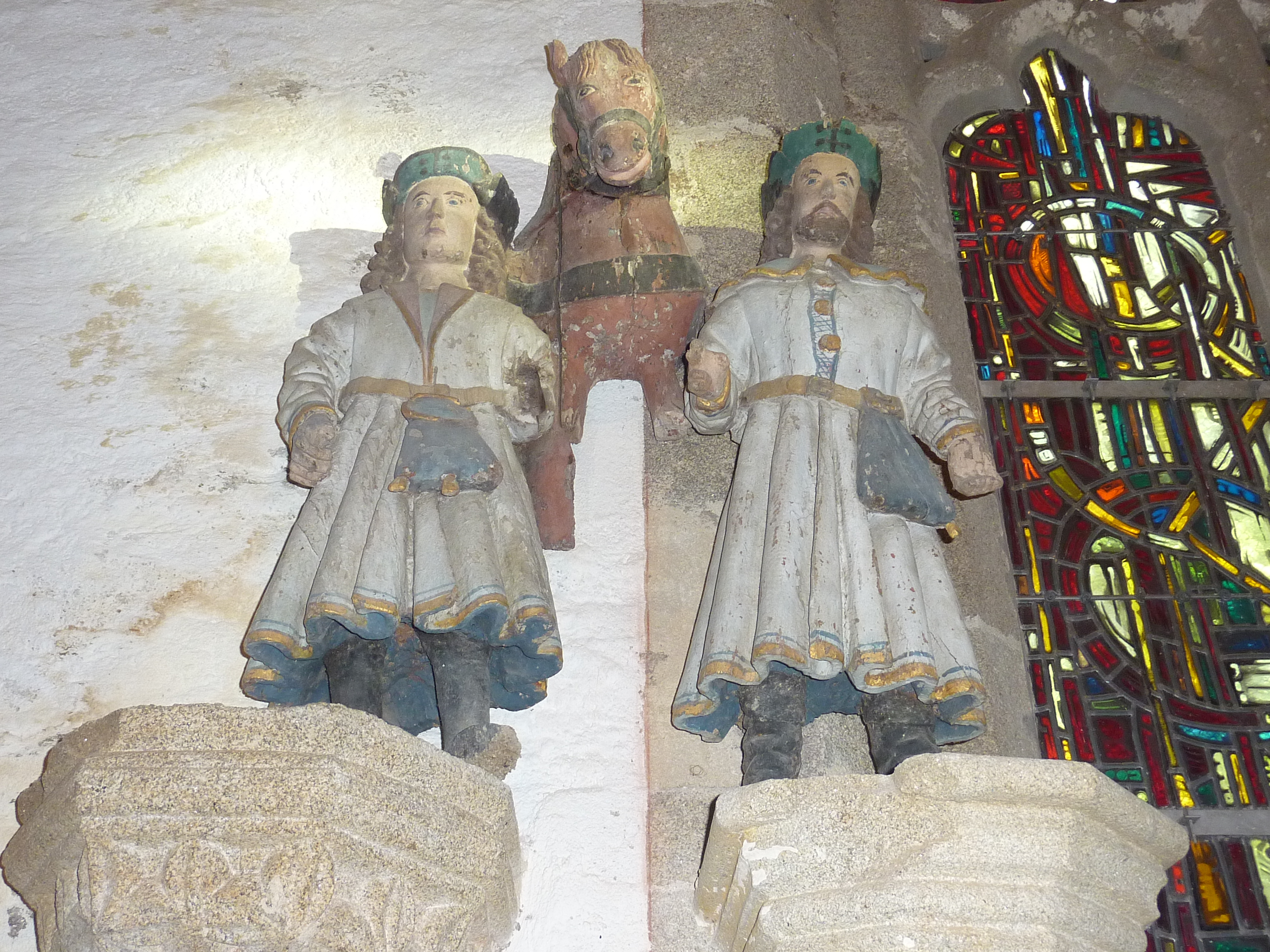
La chapelle de languivoa : groupe statuaire des saints Côme et Damien avec leur cheval.
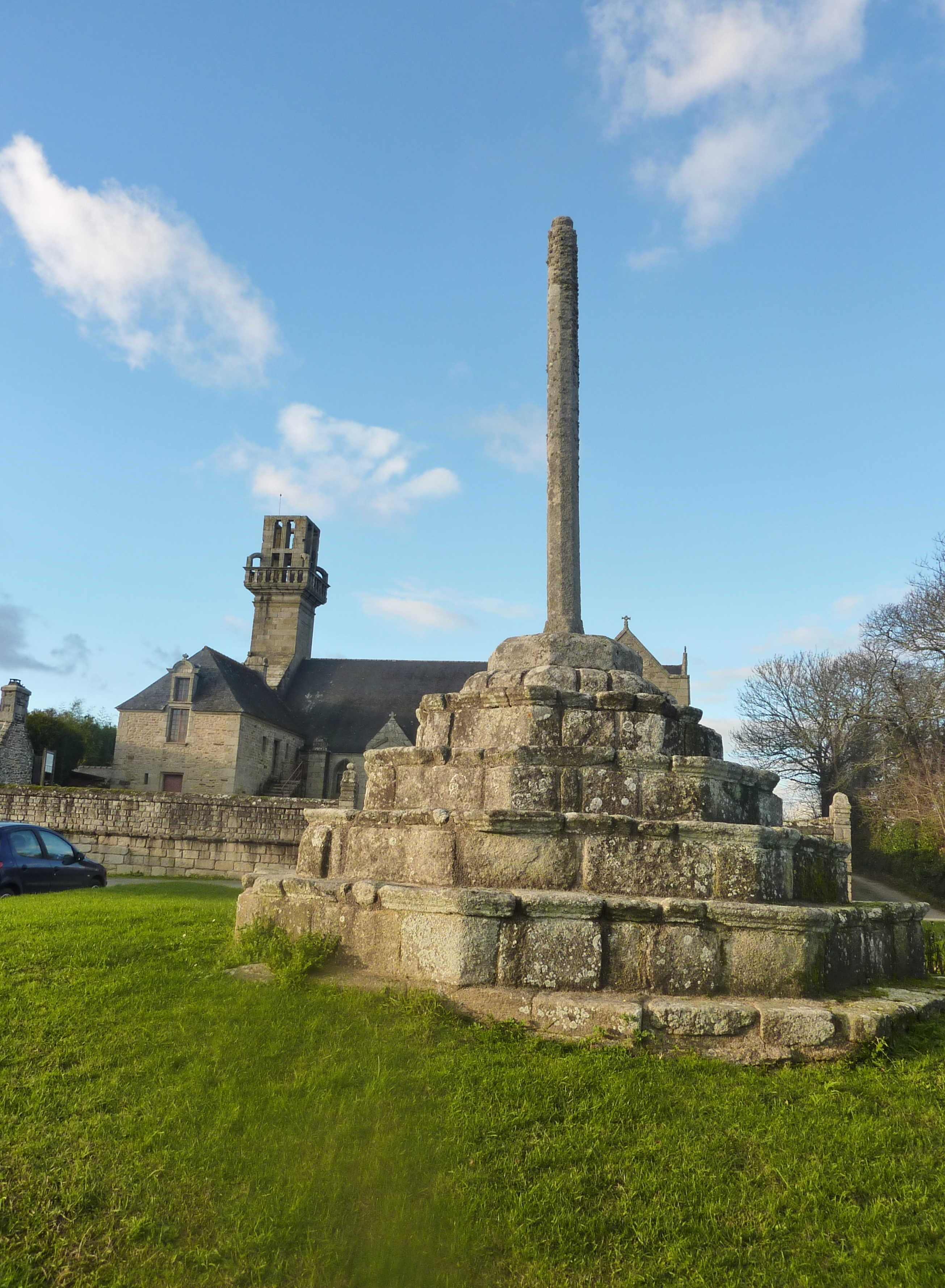
Le calvaire de Languivoa ; à l'arrière-plan, la chapelle de Languivoa.

### Église paroissiale Saint-Enéour

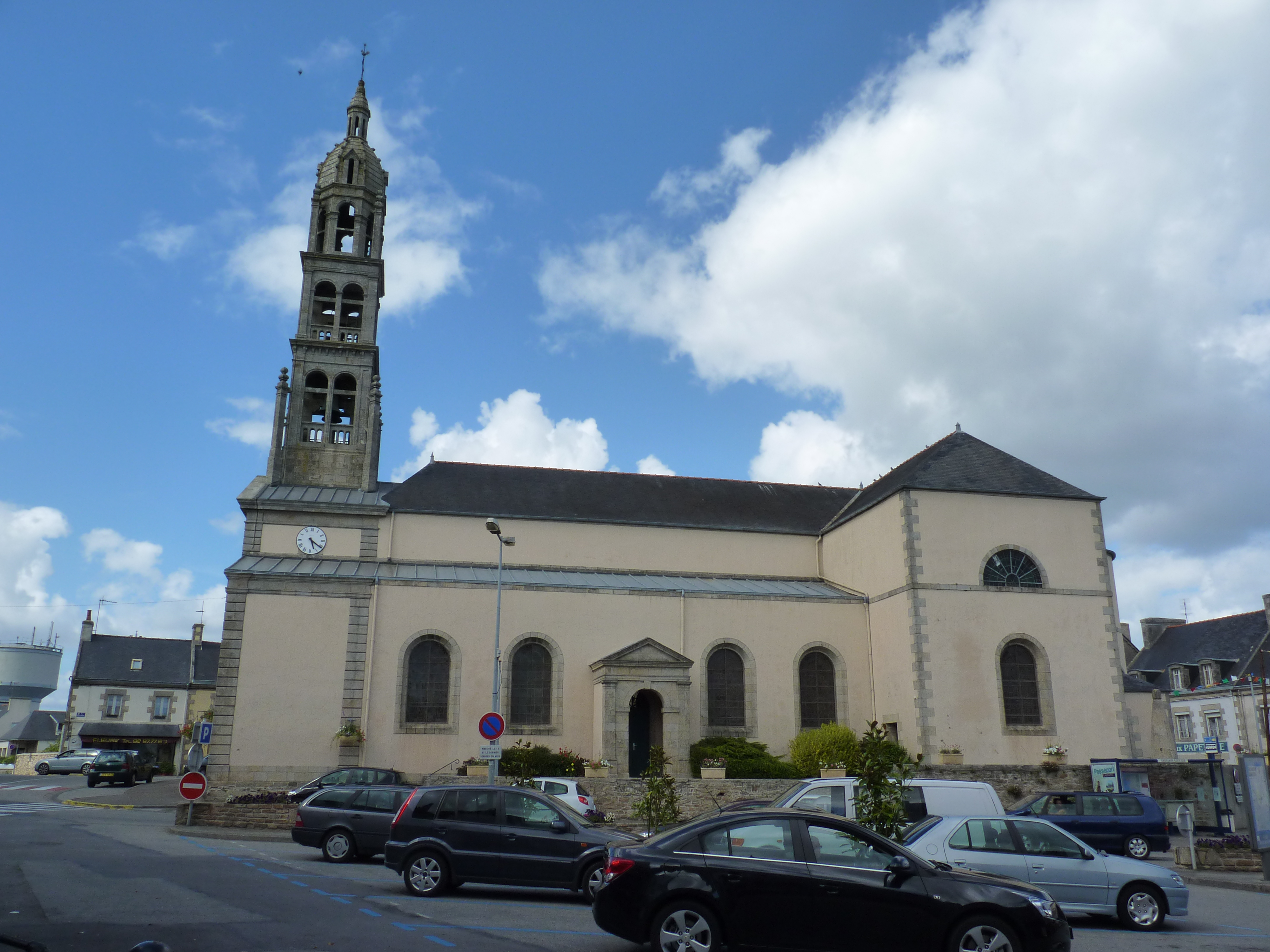
L'église paroissiale Saint-Énéour

L'église est consacrée à saint Enéour ; la bénédiction de la première pierre a eu lieu le 2 mai 1847, la consécration de l'édifice le 2 janvier 1848, tandis que le clocher à trois galeries de cloches ne fut achevé qu'en 1877.

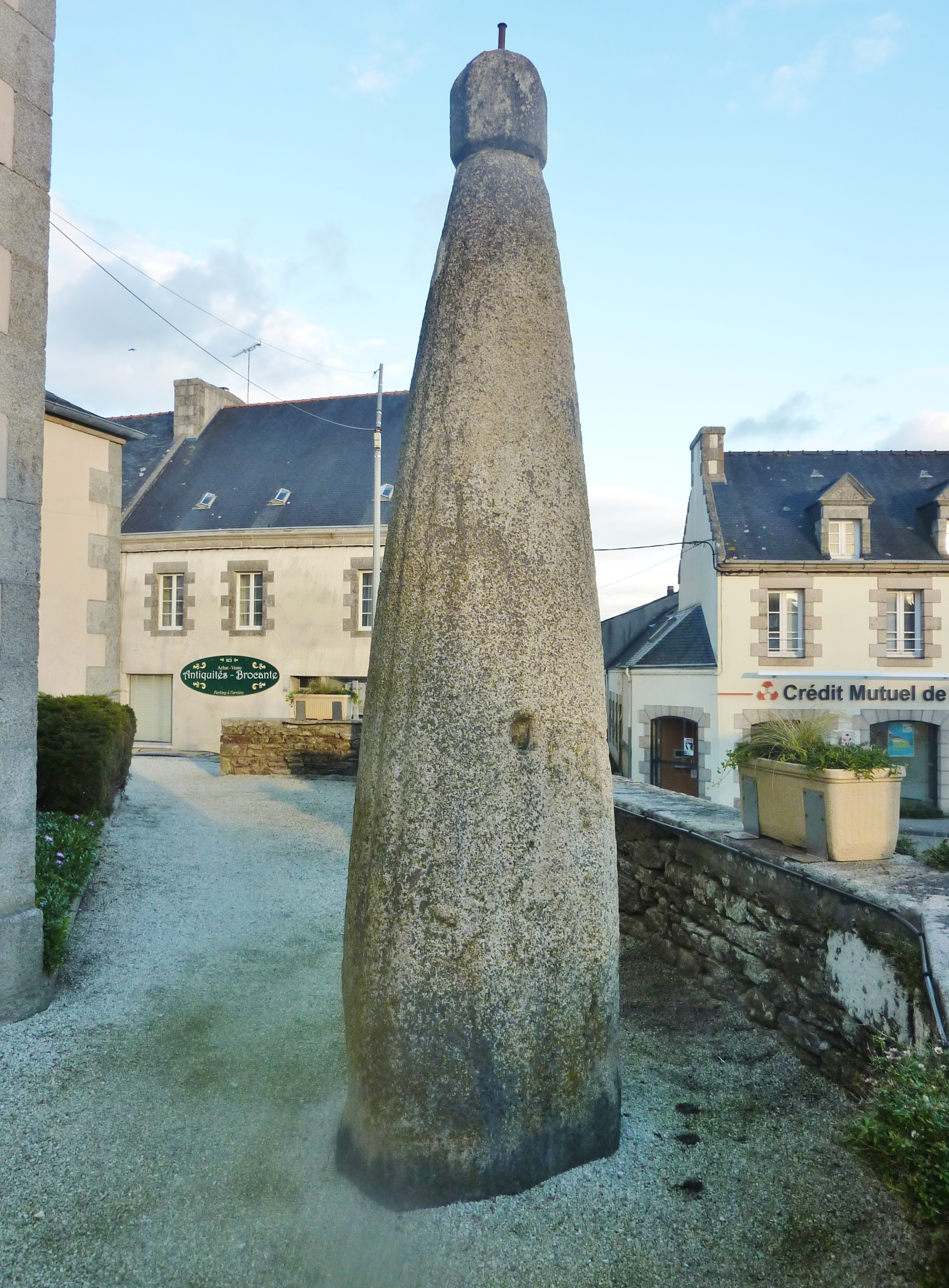
La stèle protohistorique christianisée dite le Mât de St-Enneour se trouve dans l'enclos paroissial.
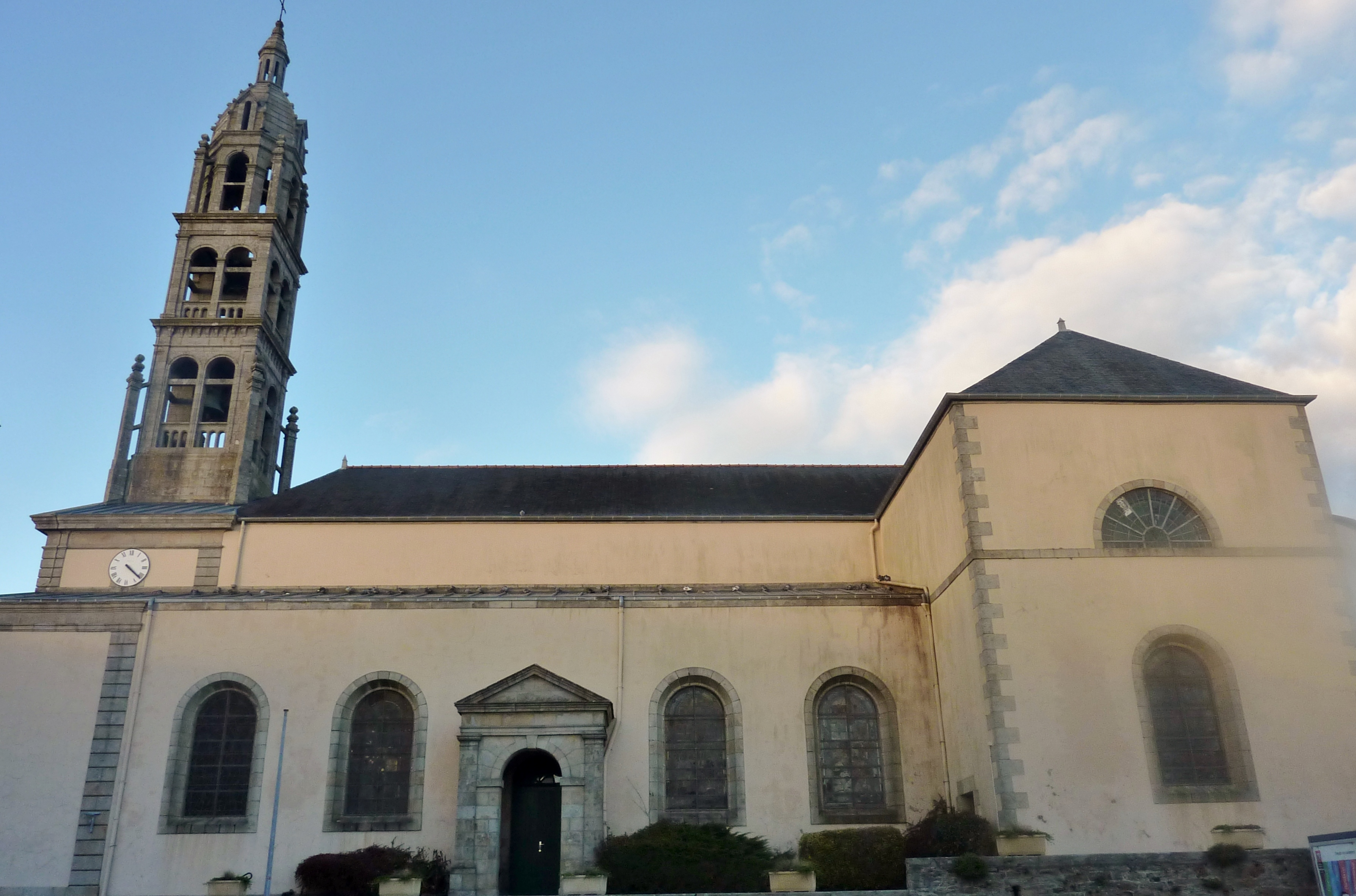
L'église paroissiale Saint-Enéour : flanc sud.

### La chapelle Notre-Dame-de-Bonne-Nouvelle
La chapelle actuelle (chapelle de Kelou Mad en breton), dite aussi chapelle de Saint-Julien, date de 1876, mais une chapelle antérieure existait en 1588, et le clocheton de la chapelle actuelle date du XVIIe siècle. Son nom proviendrait, selon la légende, d'un seigneur de Lescoulouarn qui venait à cet endroit pleurer son fils parti à la guerre et, un jour, un de ses serviteurs lui aurait annoncé à cet endroit que son fils était de retour.

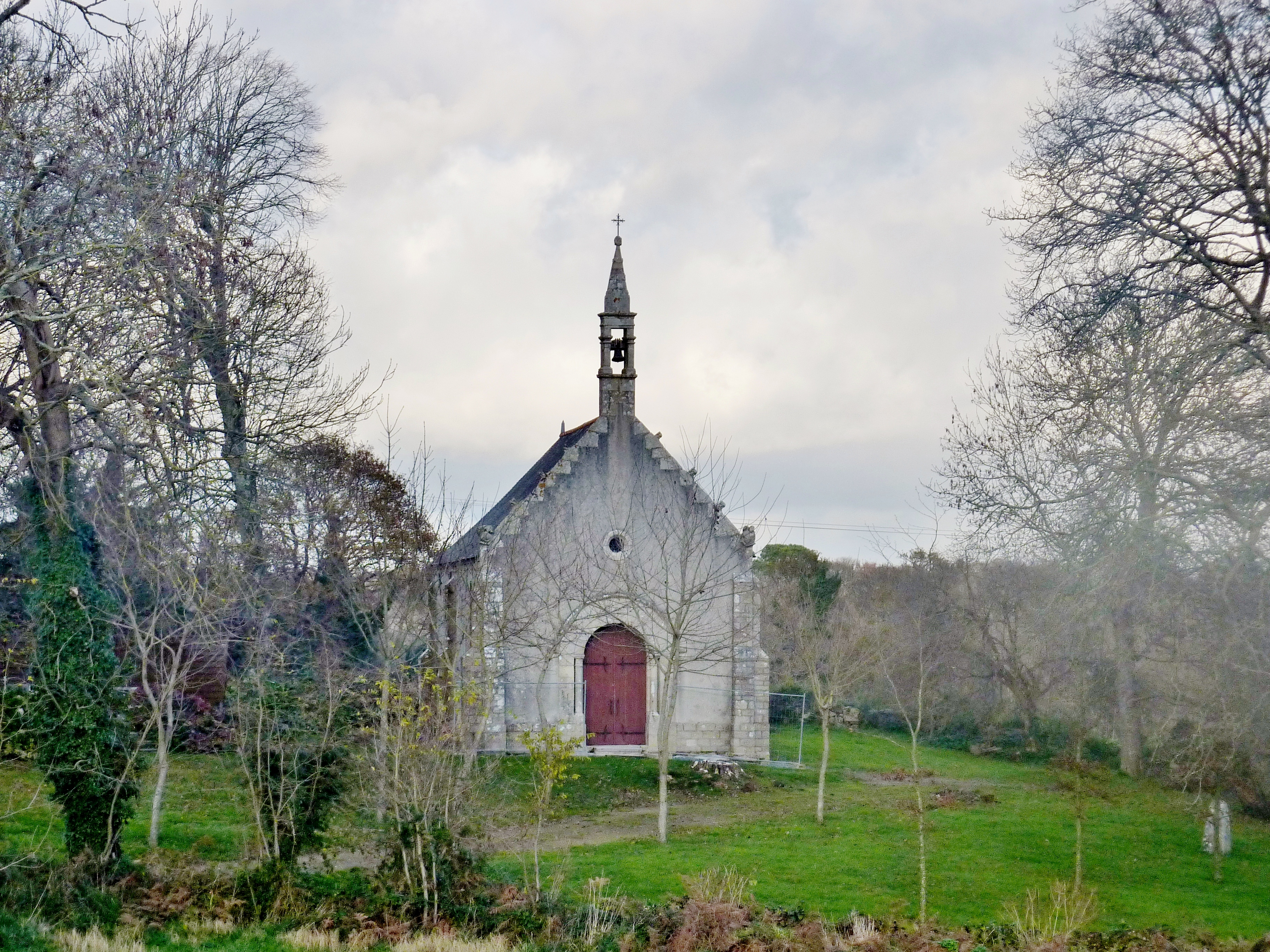
La chapelle Notre-Dame-de-Bonne-Nouvelle, vue extérieure d'ensemble.

### Autres lieux et monuments
- Enceinte quadrangulaire de Cozmaner dite de Parc ar Hastel située à 50 mètres de la voie romaine de Quimper à Tronoën[109].

- Manoir de Kerhuel (reconstruit au XIXe siècle, mais la tour et le pigeonnier datent du XVe siècle)[110].
- Manoir de Trévilit : il date du XVe siècle et est inscrit Monument historique. Il a été restauré depuis 1970 par son nouveau propriétaire, M. Le Tanneur de Rancourt.[réf. souhaitée]

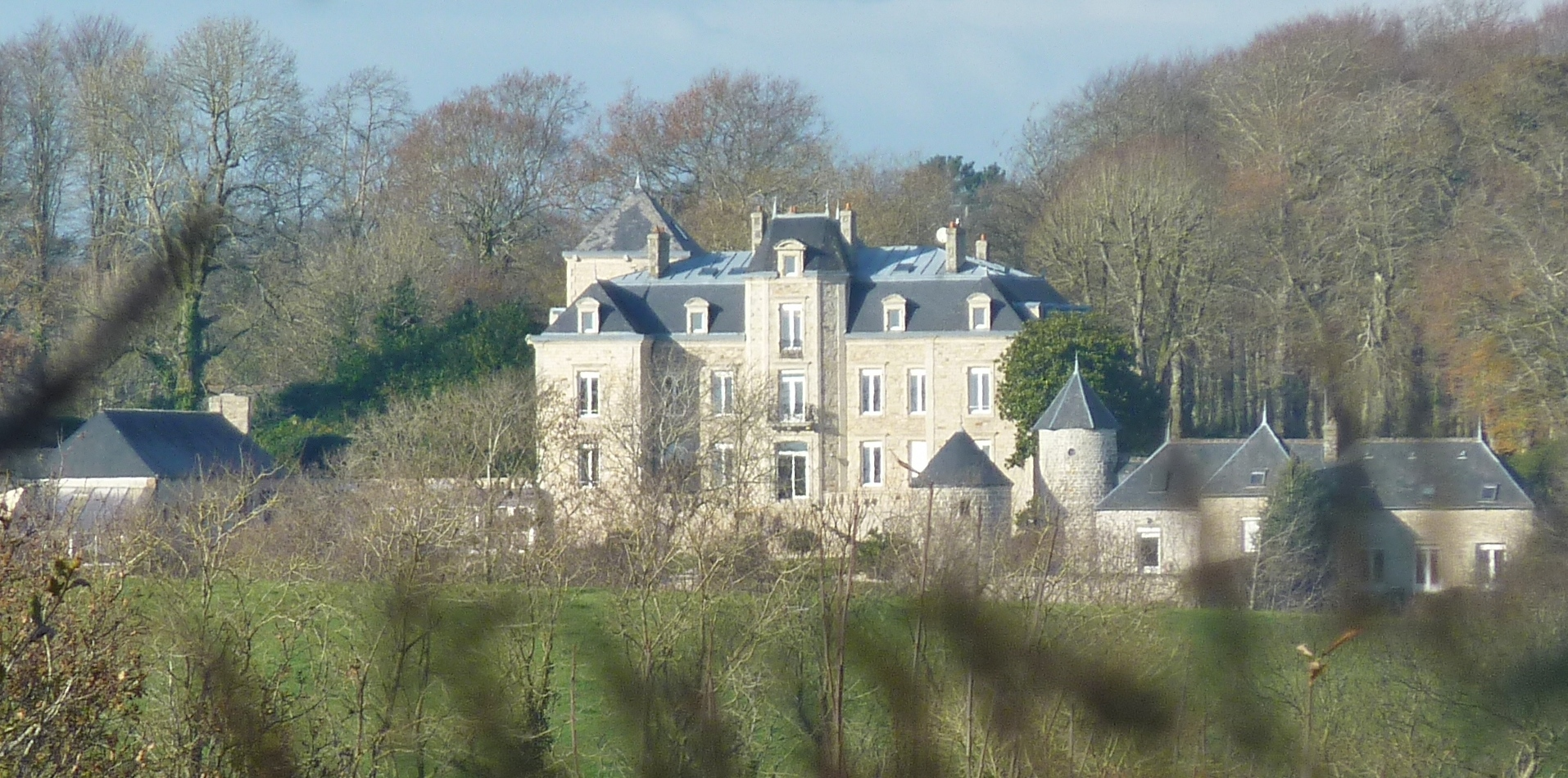
Le manoir de Kerhuel 1.
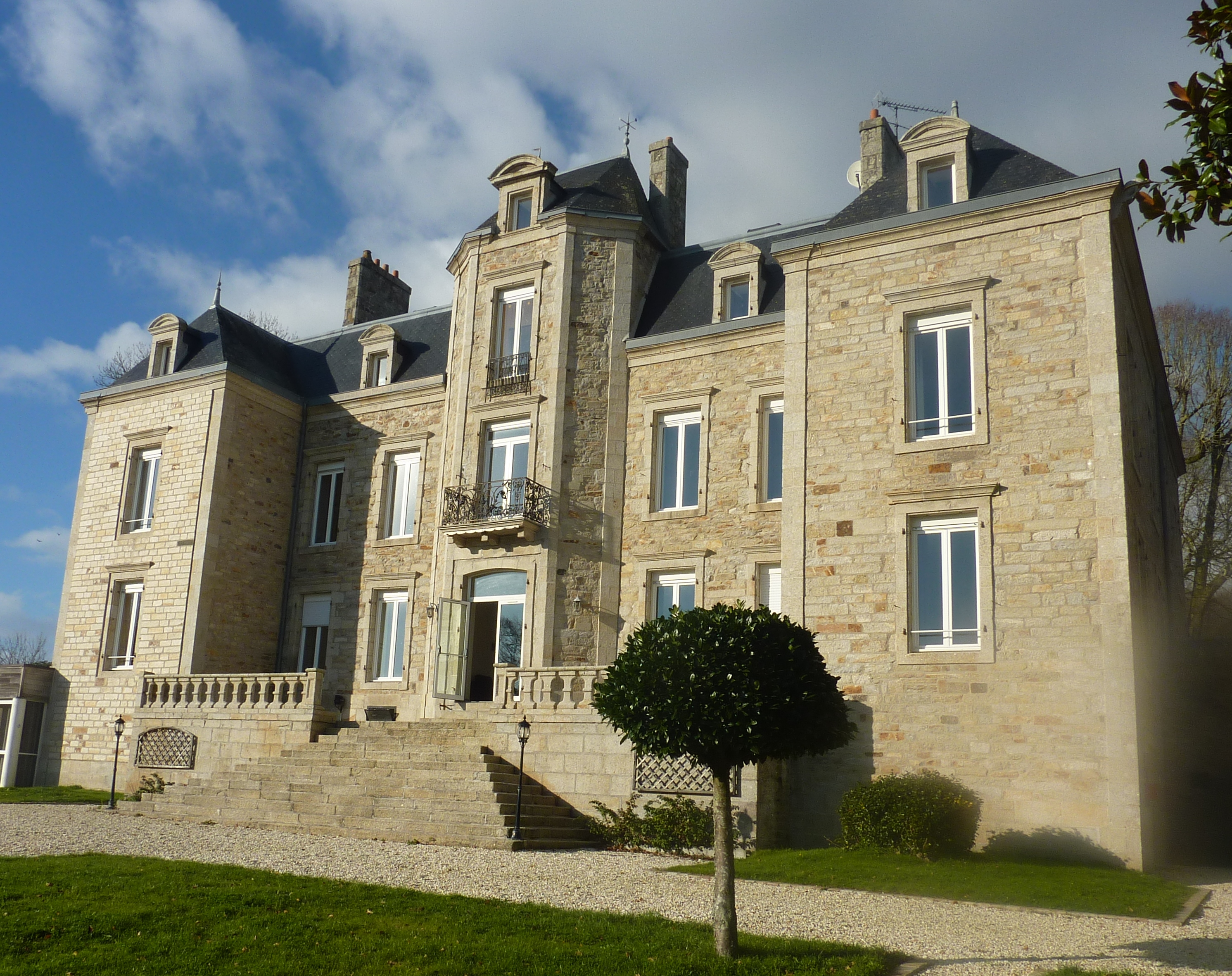
Le manoir de Kerhuel 2.
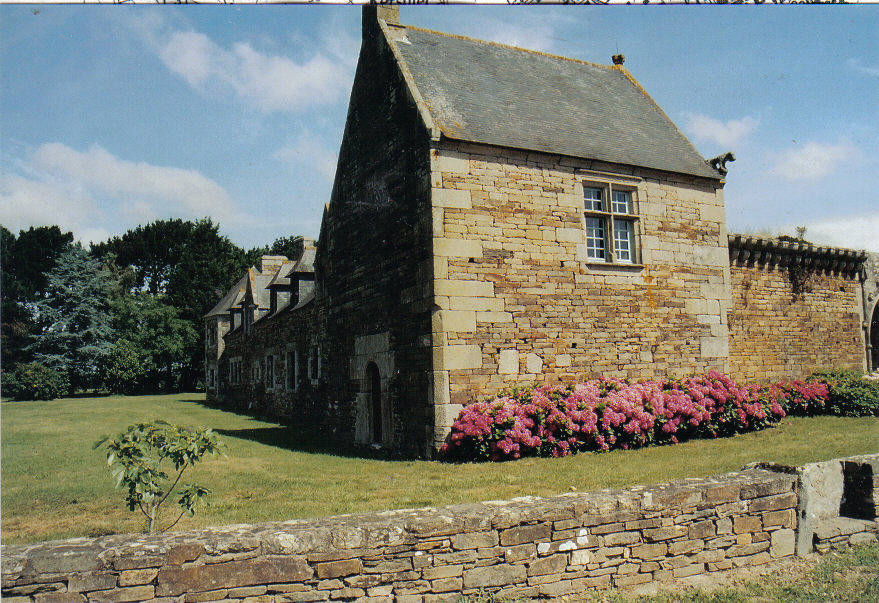
Le manoir de Trévilit 1.
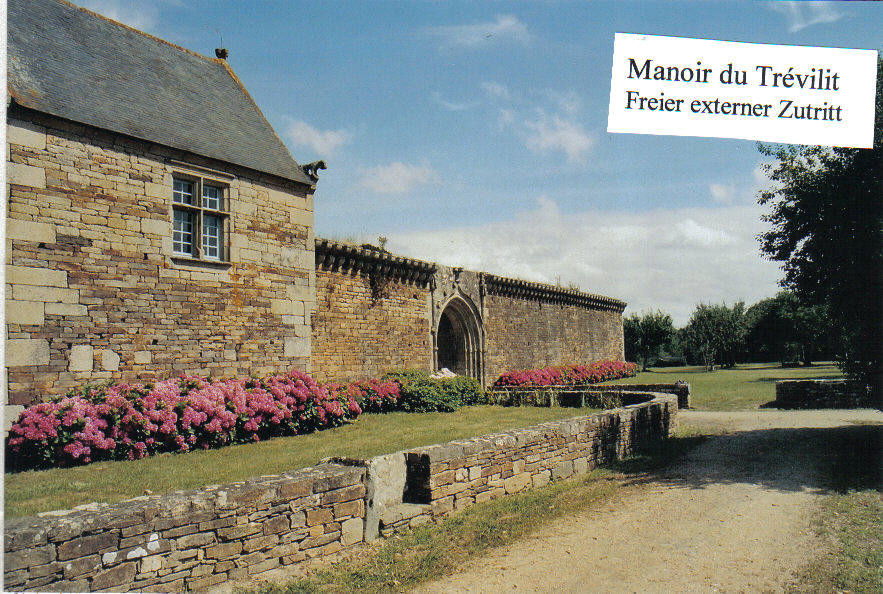
Le manoir de Trévilit 2.

### Personnalités liées à la commune
- Jean-Félix du Marhallac'h (1772-1858), militaire et homme politique.
- Marc Le Berre (1899-1968), brodeur, tisserand, membre de Seiz Breur
- Paul Quéré (1931-1993), peintre et poète, exerça son activité de potier à Plonéour.
- Félix et Nicole Le Garrec, photographes, cinéastes, écrivains.
- Régis Le Bris (1975-), footballeur puis entraîneur.

### Héraldique
| Blason de Plonéour-Lanvern | Blason  | Coupé : au premier d'or aux deux têtes de lion arrachées de gueules, lampassées d'azur, rangées en fasce, au second de gueules à la gerbe de blé d'or, liée d'hermine. Deviseneb ne hab ne ved kat (qui ne sème rien, ne récolte rien) |
| Blason de Plonéour-Lanvern | Détails | Concepteur: Bernard Le Brun Le statut officiel du blason reste à déterminer. |